# 빈센트 반 고흐
빈센트 빌럼 반 고흐(네덜란드어: Vincent Willem van Gogh 핀선트 빌럼 판 호흐[*], 네덜란드어 발음: [ˈvɪnsɛnt ˈʋɪləɱ vɑŋ ˈɣɔx] ( 듣기), 1853년 3월 30일 ~ 1890년 7월 29일)는 네덜란드의 화가로서 서양 미술사상 가장 위대한 화가 중 한 사람이다. 그는 자신의 작품 전부(900여 점의 그림들과 1100여 점의 습작들)를 정신질환(측두엽 기능장애로 추측됨)을 앓고 자살하기 전의 단지 10년 동안에 만들었다. 그는 살아있는 동안 성공을 거두지 못하고 사후에 인정 받았다. 특히 1901년 3월 17일 파리에서 71점의 그림을 전시한 이후 명성을 얻었다.
반 고흐를 흔히 탈인상주의 화가로 분류하며, 또한 인상파, 야수파, 초기 추상화, 표현주의에 미친 영향이 지대하며 20세기 예술의 여러 다른 분야에 영감을 주었다. 암스테르담에 있는 반 고흐 미술관은 반 고흐의 작품과 그 동시대 작품을 전시한다. 네덜란드의 오테를로, 크뢸러-뮐러 박물관도 상당히 많은 빈센트 반 고흐의 그림을 소장했다.
반 고흐 그림들은 세상에서 가장 비싼 그림들이다. 1987년 3월 30일에 반 고흐의 그림 《아이리스》가 뉴욕의 소더비즈에서 5390만 미국 달러라는 기록으로 팔렸다. 1990년 5월 15일에 그의 《가셰 박사의 초상》(첫 번째 판)이 크리스티즈에서 8,250만 달러(한국돈으로 약 580억원)에 일본의 다이쇼와제지 명예회장 사이토 료에이(당시 74세)에게 팔림에 따라, 새로운 최고가 기록을 세웠다. 당시 사이토가 지불한 8,250만 달러는 낙찰가 7,500만달러에 경매가 구전 10%가 가산된 금액이다. 이후 《가셰 박사의 초상》은 미국의 수집가에게 4,400만 달러에 다시 팔렸다.

## 고흐의 일생

### 어린 시절 (1853~1869)
빈센트 반 고흐는 1853년 3월 30일 네덜란드 노르트브라반트주 쥔더르트에서 태어났다. 아버지 테오도로스 반 고흐(Theodorus van Gogh, 1822~1885)는 네덜란드 개혁교회의 목사였으며, 어머니는 아나 코르넬리아 반 고흐카르벤튀스(Anna Cornelia van Gogh-Carbentus, 1819~1907)였다. 빈센트 빌럼이라는 이름은 1년 전 사산되어 죽은 형의 이름이기도 했다. '빈센트'라는 이름은 레이던 대학교에서 신학을 전공한 미술상이었던 그의 할아버지 빈센트(1789~1874)가 지어준 것인데, 반 고흐 가문에서 흔한 이름이었다.
빈센트의 어머니는 헤이그의 부유한 가정 출신이었고, 아버지는 목사의 막내 아들이었다. 둘은 빈센트의 이모 코넬리아가 테오도로스의 형 빈센트와 결혼했을 때부터 교제를 시작했다. 빈센트의 부모는 1851년 5월에 결혼했고, 곧이어 쥔더르트로 이사했다. 남동생 테오도뤼스 테오는 1857년 5월 1일에 태어났다. 그 외의 형제자매로는 코르넬리스 빈센트 코르, 엘리사벳 휘베르타 리스, 아나 코르넬리아, 빌레미나 야코바 빌이 있다. 그들의 사이는 그렇게 좋은 게 아니어서 빈센트는 오직 빌레미나, 테오도뤼스하고만 연락을 주고받았다. 빈센트의 어머니는 신앙심이 깊은 여성으로, 주변에 항상 가족의 중요성을 강조했다. 아버지는 목사였기 때문에 적은 봉급을 받았지만, 아버지가 부임한 교회에서 가족에게 집, 하녀, 요리사 두 명, 정원사, 마차, 말을 제공했다.
빈센트는 진지하고 생각이 깊은 아이였다 전해진다. 집에서 어머니와 가정교사에게 가정교육을 받았고, 1860년에는 200명 정도의 아이들이 다니고 있던 로마 가톨릭교회 성격의 쥔더르트 마을 학교로 보내졌다. 하지만 부모의 권유로 입학했던 기숙사 학교에 적응하지 못해서 1861년부터 새로운 학교에 입학하기까지 3년 동안 그의 여동생 안나와 함께 가정교사로부터 교육을 받았다. 1864년에는 집에서 32km 떨어진 개신교 교사가 운영하는 제벤베르헌의 기숙학교에 입학했는데, 빈센트는 거기서 가족에게 버림받았다고 느껴서 집으로 돌려보내달라고 떼를 썼다. 그러나 1866년에 학교를 졸업하고 나서도 집에서 멀리 떨어진 틸뷔르흐의 중학교로 보내졌다.
미술에 대한 관심은 어린 나이에 시작되었다. 어렸을 때 어머니는 빈센트에게 그림을 그리라 권유했는데, 초기 그림들은 후대의 그림에 미치지는 못하지만 표현력이 풍부하다는 평가를 받는다. 빈센트가 틸뷔르흐의 빌럼 2세 국립중학교에 입학한 것도 파리에서 성공을 거둔 예술가였던 콘스탄트 코르넬리스 하위스만스(Constant Cornelis Huijsmans, 1810~1886)가 교사로 있기 때문이었다. 하위스만스는 기술적 완성도보다 그리고자 하는 대상이 주는 인상을 포착하는 것의 중요성을 강조했다. 그러나 1868년 3월, 빈센트는 학교를 자퇴하고 집으로 돌아온다. 빈센트는 후에 자신의 학창시절이 "엄숙하고 차갑고, 무균적"이었다고 회고했다.

### 중간 시절

#### 구필 화랑 (1869~1876)

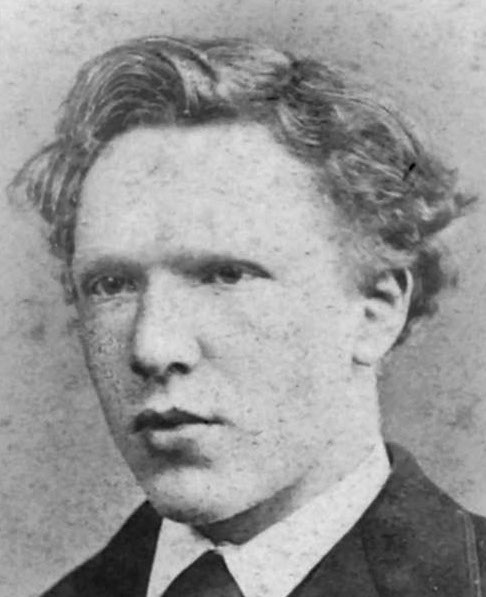
1876년의 빈센트

1869년 7월, 빈센트의 큰아버지 센트는 헤이그의 구필 화랑에 빈센트를 위한 자리를 구해준다. 빈센트는 화랑에서 미술 교육을 받은 뒤, 1873년에는 런던 사우샘프턴가에 있는 구필 화랑 런던 지점으로 옮긴다. 빈센트의 제수인 조 반 고흐 봉거는 이 순간이 빈센트 생애 최고의 순간이었다고 말한다. 빈센트는 20살에 아버지보다 더 많은 돈을 벌고 있을 정도로 일에서 성취감을 느꼈다. 빈센트는 하숙하던 집주인의 딸인 외제니 로이어에게 푹 빠졌지만,외제니 로이어는 이미 전에 하숙하던 사람과 비밀리에 약혼했던 탓에 빈센트의 고백을 거절했다. 이후 빈센트는 자신을 가두고 종교에 심취하기 시작했다. 이후 아버지와 큰아버지는 1875년에 파리로 전근을 주선했고, 빈센트는 거기에서 미술상들이 미술품을 지나치게 상품화한다며 분개하였다. 결국 1년 후에 해고되었다.
1876년 4월, 빈센트는 영국으로 돌아가 램스게이트의 작은 기숙학교에서 무급 교사로 근무한다. 학교가 미들섹스의 아이즐워스로 이사했을 때, 빈센트도 함께 갔다. 그러나 빈센트는 거기서도 잘 적응하지 못한다. 이후 런던의 선교단체에서 직업을 찾다가, 감리회 소속 목사인 토머스 슬레이드 존스(Thomas Slade Jones)의 조수가 된다. 빈센트는 토머스 슬레이드 존스 목사와 함께 궁핍한 사람들을 돕고, 설교도 몇 차례 진행한다.
그러나 빈센트는 거기서도 적응하지 못하고 그 해 크리스마스에 집으로 돌아온다. 집에서는 큰아버지 센트의 주선으로 도르드레흐트의 서점에 일자리를 얻었다. 그는 그 자리에 만족하지 못했고 낙서를 하거나 성경의 구절을 영어, 프랑스어, 독일어로 번역하는데 시간을 보냈다. 그는 기독교에 몰두했고, 채식을 하며 검소한 식사를 하는 등 점점 더 경건한 삶을 추구하여 마치 수도승과 같은 삶을 살았다.

#### 선교사의 길 (1877~1880)
1877년, 아버지를 따라 목회자의 길을 걷고자 하는 빈센트의 열정에 부응하여 가족들은 암스테르담에서 존경받는 신학자인 이모부 요한네스 스트릭커(Johannes Stricker, 1816~1886)에게 보낸다. 거기서 빈센트는 암스테르담 대학교의 신학 입학 시험을 이모부의 지도 아래 준비했는데, 시험에 실패하고 1878년 7월에 이모부의 집을 떠났다. 이후 그는 브뤼셀 근교 라켄에 있는 개신교 선교 학교에서 3개월 과정에 등한다. 비록 전도사 시험에는 합격하지 못했지만, 벨기에의 탄광지대인 보리나주로 파견된다.
1879년 1월, 빈센트는 벨기에 보리나주에 있는 가난한 광산촌 쁘띠와스메스에서 평신도 선교사직을 맡았다. 가난한 신도들에게 다가가기 위해 빵집에서 구한 하숙집을 노숙자에게 내어주고 작은 오두막으로 이사를 가서, 짚을 침대삼아 잠을 잤다. 그러나 빈센트를 파견한 선교단체에서 보낸 시찰단은 빈센트가 생활하는 모습을 보고 그가 성직자의 존엄성을 훼손시킨다며 해고한다. 빈센트는 중재를 부탁하고자 브뤼셀까지 75km를 걸어, 아는 목사를 찾아간다. 이후 목사의 중재로 보리나주에 있는 퀴엠으로 돌아와 무급으로 선교를 다시 시작한다. 그러나 빈센트는 에텐에 있는 집으로 돌아오라는 부모의 압력에 굴복하고 1880년 3월에 돌아온다. 가족은 빈센트의 정신상태를 걱정하여, 아버지는 빈센트에게 헤일에 있는 정신병원에 들어가는 것이 어떻겠느냐고 조언한다.
그러나 빈센트는 1880년 8월에 퀴엠으로 돌아가 광부와 함께 10월까지 머물렀다. 빈센트는 이제 성직보다도 미술에 더 깊은 관심을 가지기 시작했다. 그는 주변 사람들과 장면에 관심을 갖게 되었고, 본격적으로 미술을 시작하라는 남동생 테오의 제안에 따라 이를 그림으로 기록하게 되었다.

### 화가의 길

#### 마음을 다잡다 (1881~1883)

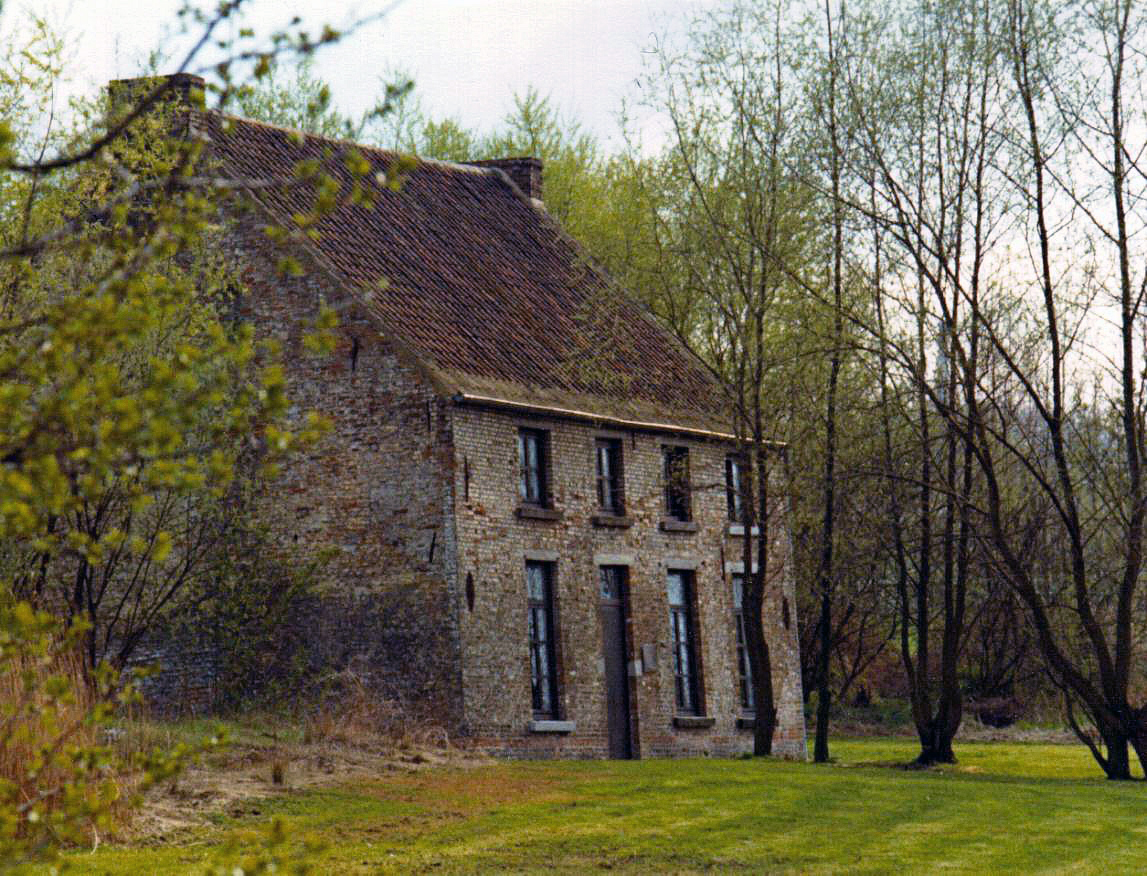
빈센트가 예술가가 되기로 결심한 퀴엠의 집

1880년 말에 그는 네덜란드 예술가 빌럼 로엘로프스(Willem Roelofs, 1822~1897)의 문하생으로 들어가는 게 어떻겠냐는 테오의 권유에 따라 브뤼셀에 간다. 빈센트는 어느 학교에 소속되어 미술을 배우는 것을 싫어했고, 혼자 그림을 그리는 것을 더 좋아했다. 그러나 결국 테오에게 설득되어 1880년 11월, 브뤼셀 왕립 미술 아카데미에 입학한다. 빈센트는 거기서 해부학, 소묘, 원근법을 배웠다.

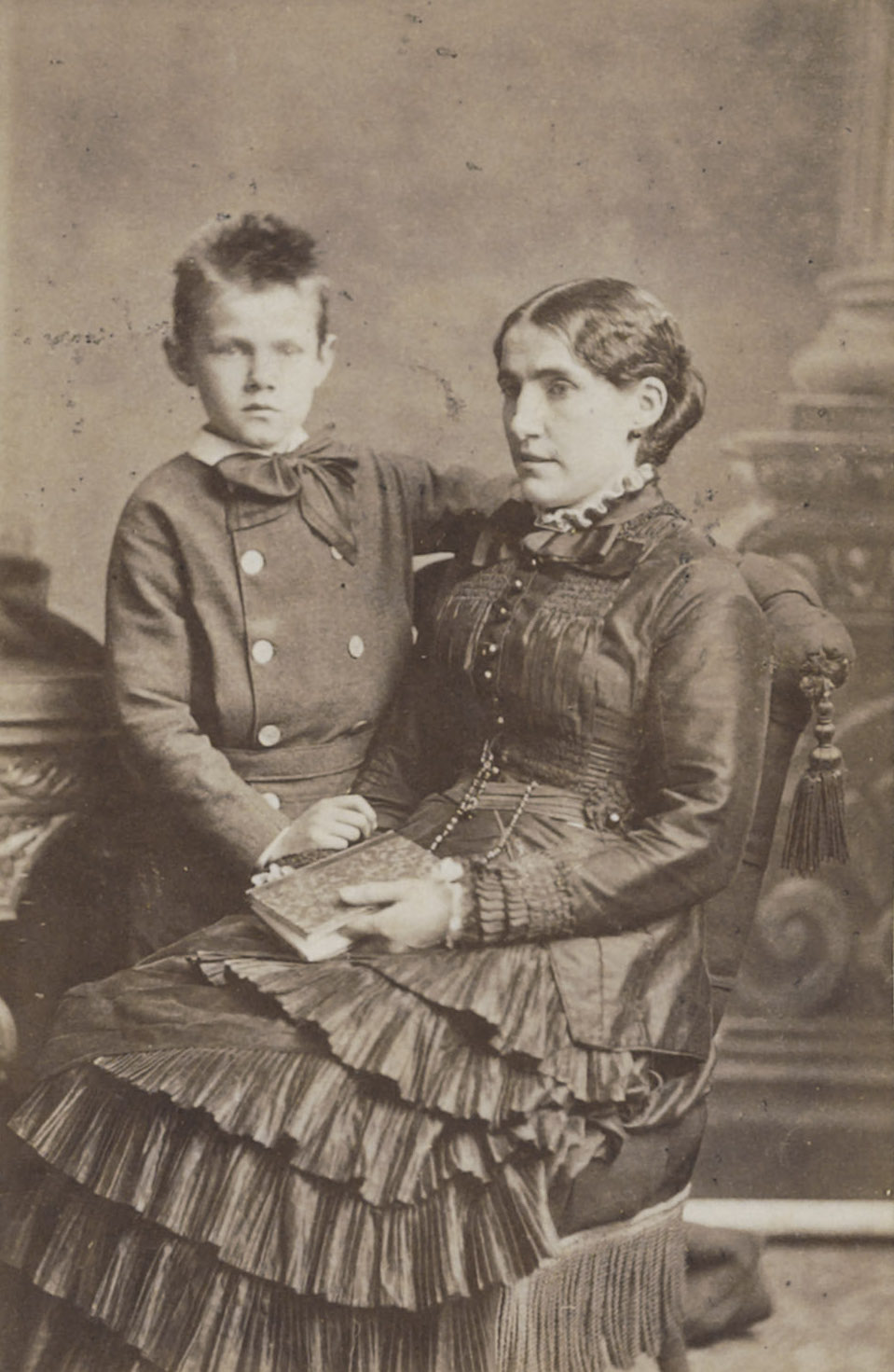
코넬리아 키 보스스트릭커와 그의 아들 얀. 1880년 경 사진.

이듬해 빈센트는 1881년 4월 에텐으로 완전히 돌아온다. 빈센트는 거기서 그림을 계속 그렸는데 이웃의 초상화를 그려주곤 했다. 1881년 8월, 과거 암스테르담에서 신세를 졌던 이모부 요한네스 스트릭커의 딸 코넬리아 키 보스스트릭커(Cornelia  Vos-Stricker)가 집에 방문한다. 코넬리아는 빈센트보다 7살 연상으로 8살짜리 아들이 있었는데, 얼마 전 남편을 잃어 미망인이 된 상황이었다. 빈센트는 코넬리아를 격하게 환영하고 산책을 나간다. 그리고 마침내 빈센트는 코넬리아에게 사랑을 고백하고 청혼했는데, 코넬리아는 "아니, 안돼, 절대"(Nooit, neeen, nimer)라며 거절한다. 코넬리아는 곧 암스테르담으로 돌아갔고, 빈센트는 그림을 판매하기 위해 헤이그를 방문한다. 거기서 외사촌인 안톤 마우베를 만난다. 마우베는 빈센트가 갈망했던 성공한 예술가였다. 마우베는 빈센트를 자신의 집에 몇 달 동안 초대하고, 목탄과 파스텔화를 지도해준다.
1881년 11월 말에는 이모부 요한네스 스트릭커에게 다시 편지를 쓰고, 암스테르담으로 떠났다. 빈센트는 자신이 쓴 편지에 대해 남동생 테오에게 일종의 공격이라고 말했다. 결국 코넬리아는 그를 만나려 하지 않았고, 이모부 부부는 빈센트의 집요함이 역겹다고 적었다. 절망에 빠진 그는 램프의 불에 왼손을 집어넣고 "내가 불꽃 속에서 내 손을 유지할 수 있는 동안만이라도 만나게 해달라" 한다. 이모부는 빈센트에게 경제력이 없다는 것을 지적하며 코넬리아의 선택을 존중해달라 한다.
빈센트는 헤이그로 돌아와 마우베에게 수채화를 배우고, 다음 달 크리스마스에 집으로 돌아간다. 그러나 교회에 가지 않겠다며 아버지와 다툰 끝에 다시 헤이그로 떠났다. 1882년 1월부터는 유화를 배운데다 마우베에게 돈을 빌려 화실을 세운다. 그러나 한 달도 되지 않은 채 둘 사이에 불화가 생긴다. 빈센트는 돈이 부족해 거리에서 사람들을 즉석으로 불러 그림을 그려야 한다고 말했는데, 마우베는 석고상을 모델삼고자 하였다. 빈센트는 6월에 임질 발작을 일으켜 병원에서 3주를 보냈다. 얼마 지나지 않아, 테오에게서 빌린 돈으로 첫 유화를 그렸다. 빈센트는 자신의 유화 작품을 상당히 만족스러워했다.

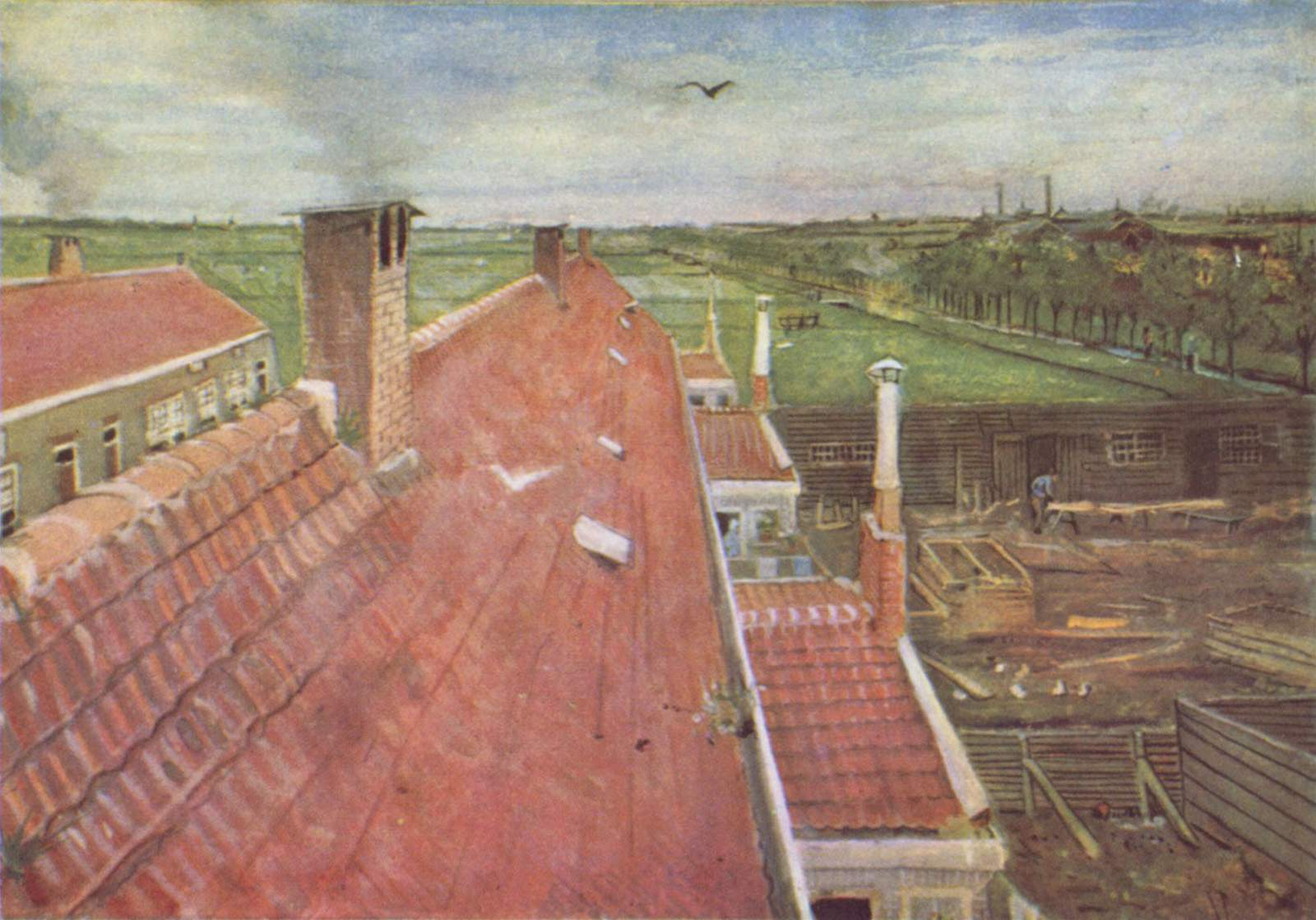
《헤이그의 아틀리에에서 바라본 지붕》, 1882년 그림.

마우베는 1882년 3월부터 빈센트의 편지에 더 이상 답장을 보내지 않았다. 그가 차갑게 돌아선 것은, 빈센트가 알코올 중독자인 매춘부 클라시나 마리아 "시엔" 호르니크(Clasina Maria "Sien" Hoornik, 1850~1904)라는 여인과 동거중이라는 사실을 알게된 후였다. 빈센트는 1882년 1월 말, 다섯살 짜리 딸을 가진데다 임신중이었던 시엔과 교제를 시작한다. 시엔에게는 이전에도 두 명의 아이를 더 출산한 적이 있었지만 빈센트는 이 사실을 알지 못했다. 같은해 7월 2일에는 남자아이를 낳아 이름을 빌럼으로 지었다. 빈센트의 아버지는 이 사실을 알게 되고 빈센트에게 이들을 떠나보내라고 설득한다. 빈센트는 처음에는 반항하고 시엔과 아이들을 위해 도시 밖에 집을 얻어줄까 생각했지만, 1883년에 그냥 이들을 떠난다. 시엔은 딸을 어머니에게 맡기고, 아들은 남동생에게 맡긴다. 빌럼은 12살 때 어머니와 함께 로테르담에 방문하여 삼촌이 시엔에게 결혼을 해야 빌럼을 합법화할 수 있다고 설득하던 모습을 기억한다. 빌럼은 빈센트가 자신의 아버지였다고 믿었지만, 둘이 만난 시기를 고려할 때 빌럼의 생부가 빈센트가 될 수는 없었다. 시엔은 1904년 스헬더강에 빠져 죽었다.
1883년 9월에 네덜란드 북부의 드렌터주로 이사했다가, 외로움을 이기지 못하고 12월에 노르트브라반트주 뉘넌에 있는 부모님에게 합류한다.

#### 뉘넌과 안트베르펜 시기 (1883~1886)

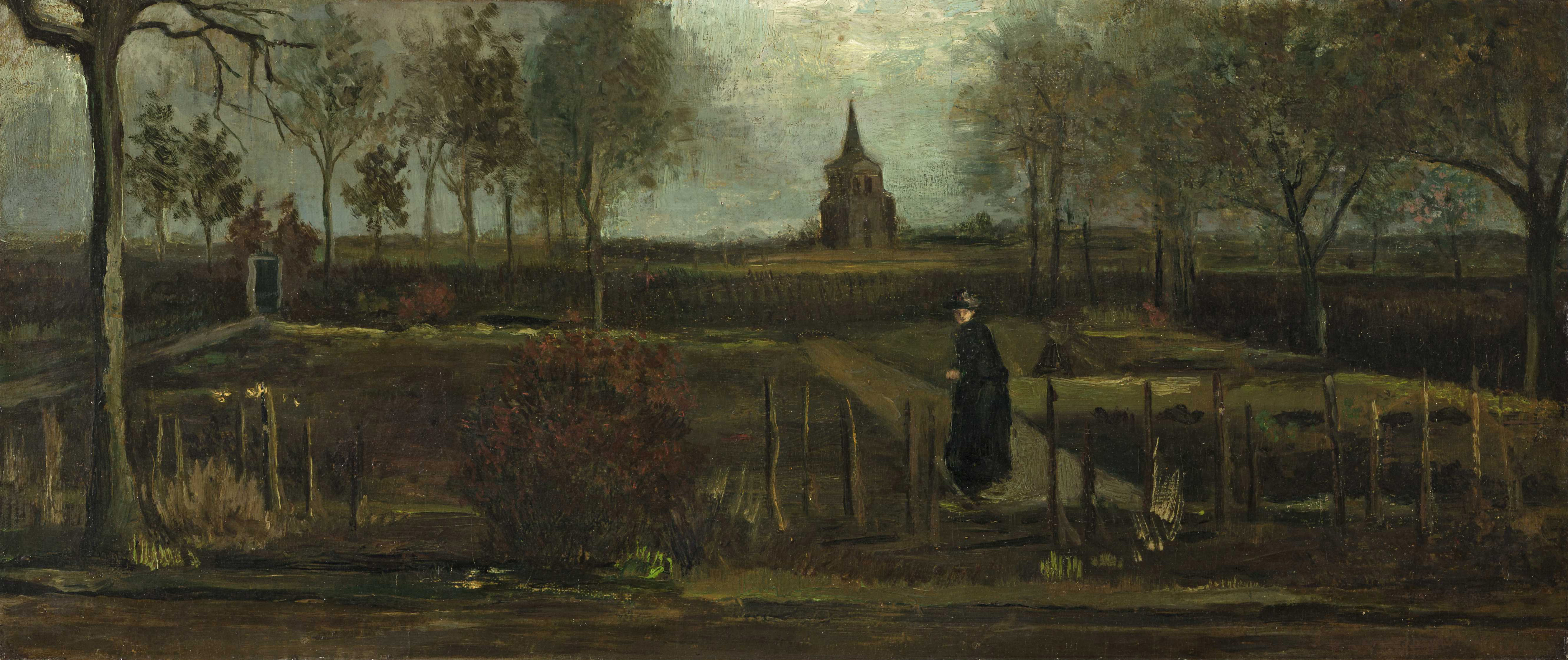
《봄 뉘넌의 목사관 정원》, 1884년 5월 그림.

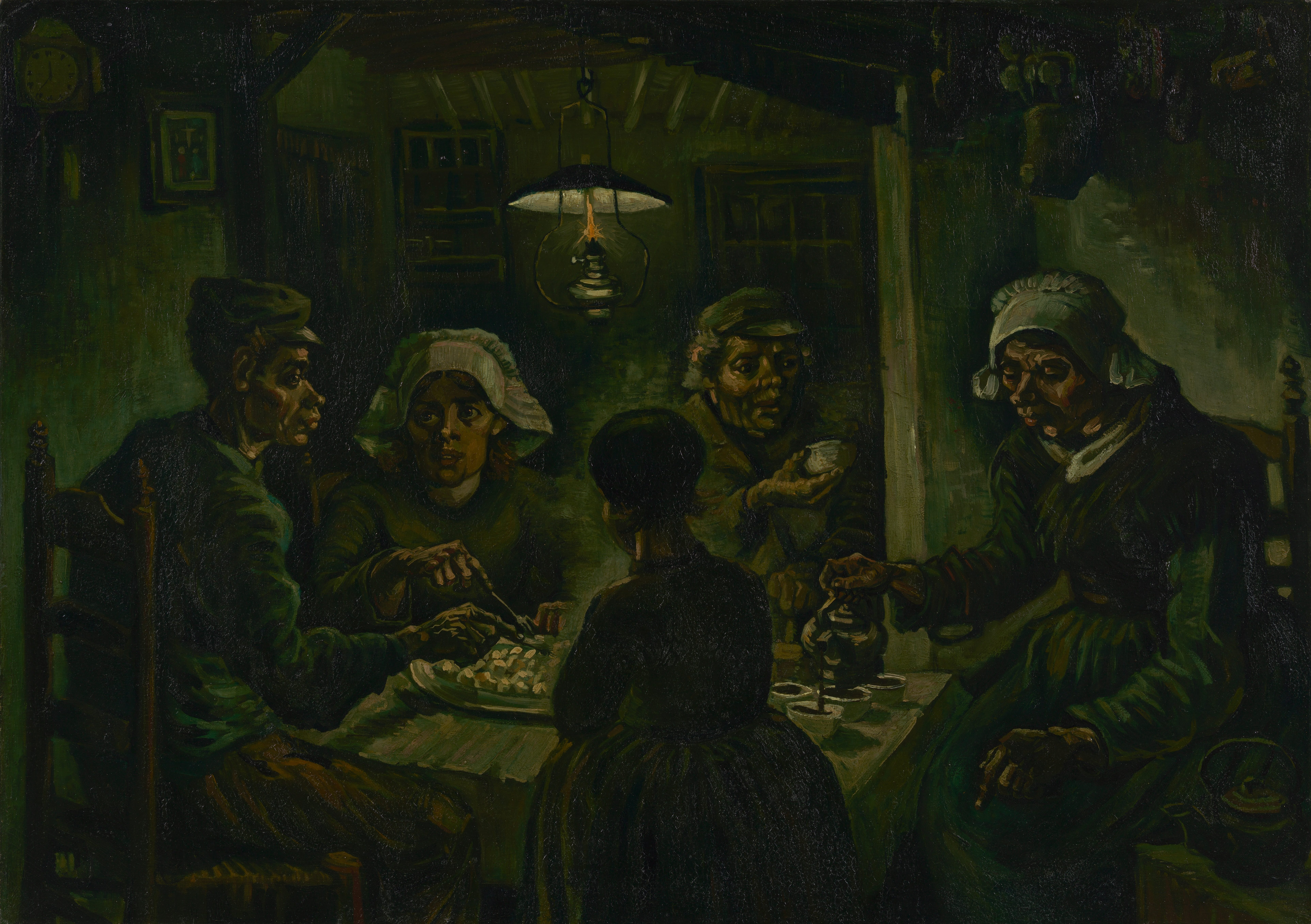
《감자 먹는 사람들》, 1885년 4월 그림.

빈센트는 뉘넌에서 그림에만 몰두한다. 집 밖에서 소재를 찾고, 짧은 시간 안에 작품을 완성했다. 직조공과 시골집에 대한 일련의 작품들이 이 시기에 완성되었다. 싱어 라런에서 2020년 3월에 도난당한 《봄 뉘넌의 목사관 정원》도 이 때 작품이다. 1884년 8월부터 이웃에 살던 열 살 연상의 마르호트 베흐만(Margot Begemann)이 빈센트에게 빠져 구애한 끝에 둘은 결혼을 추진했지만, 양가 어디도 결혼에 찬성하지 않았다. 마고는 독극물인 스트리크닌을 먹어 음독자살을 기도했지만 빈센트가 급히 근처 병원으로 데려간 끝에 살아남았다. 이 시기에 수채화 여러 점과 유화 200점도 남겼다. 이 시기의 그림은 주로 음침한 흙빛, 특히 어두운 갈색으로 구성되어있다.
1885년 3월 26일에 심근 경색으로 빈센트의 아버지가 사망한다. 아버지의 사망 이후에는 정물화를 여러 점 남겼다. 또한 이즈음 파리의 딜러로부터 연락을 받기도 했다. 테오는 빈센트에게 전시할 준비가 된 그림이 있는지 물었는데, 5월에 《감자 먹는 사람들》과 몇 년간 작업한 농민 그림 여러점을 보냈다. 그러나 판매가 잘 되지 않아 빈센트는 테오에게 좀 더 영업을 잘 해보라고 이야기하고, 테오는 빈센트의 그림이  다른 인상주의 작품들처럼 밝지 못하고 너무 어두침침하다며 맞받아쳤다. 8월에 헤이그에 있는 상인 루르스의 가게 창문에 전시된 것이 그의 첫 번째 작품 전시회였다. 9월에는 빈센트의 작품에 모델로 참여한 마을 농가 소녀 중 한 명이 혼외임신을 하는데, 빈센트가 용의자로 지목되었다. 마을의 전임 성직자는 주민들에게 더 이상 빈센트의 그림에 모델로 참여하는 것을 금지했다.

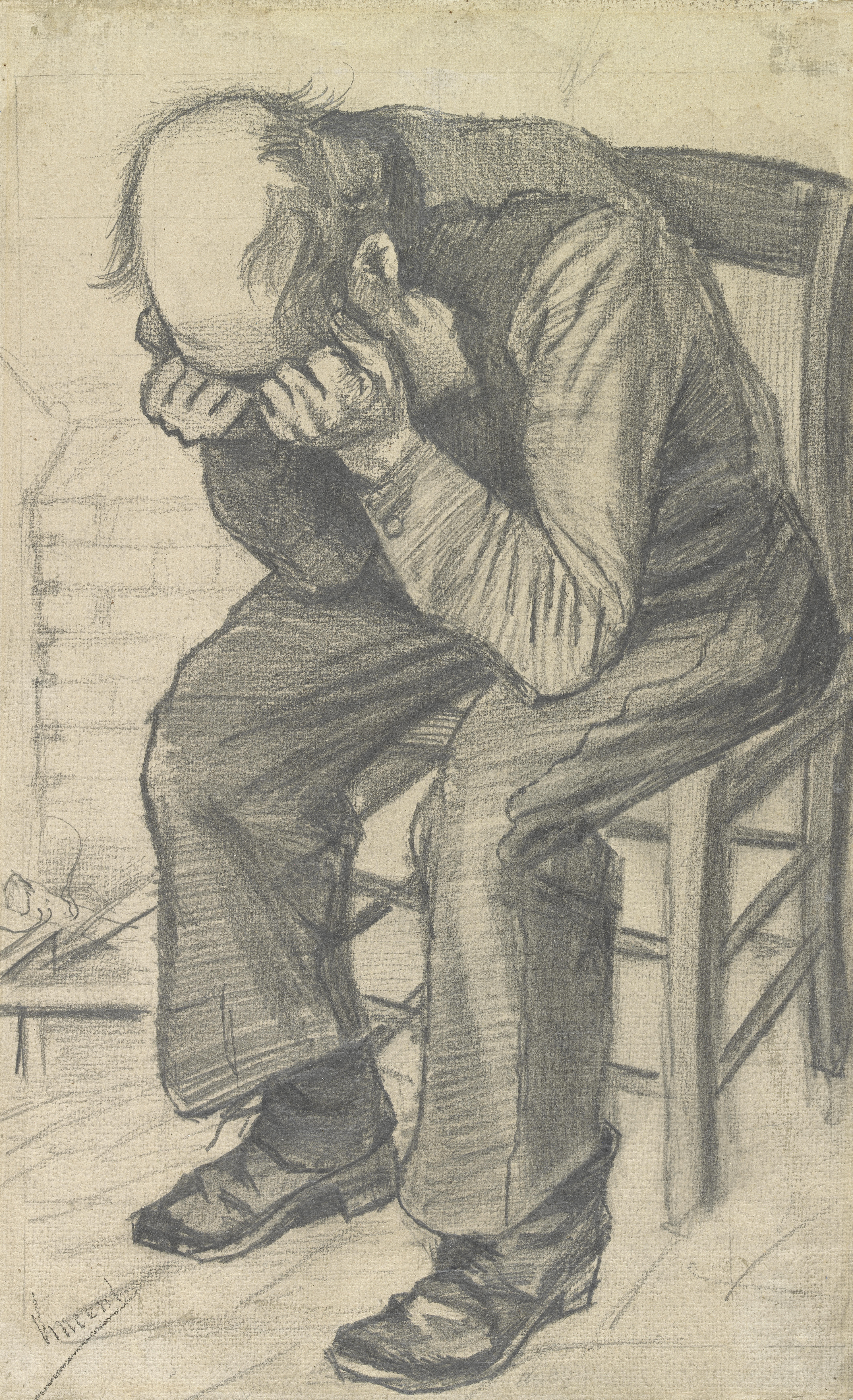
《영원의 문》. 종이에 연필과 수채화. 1882년 작품. 암스테르담 반 고흐 미술관 소장.
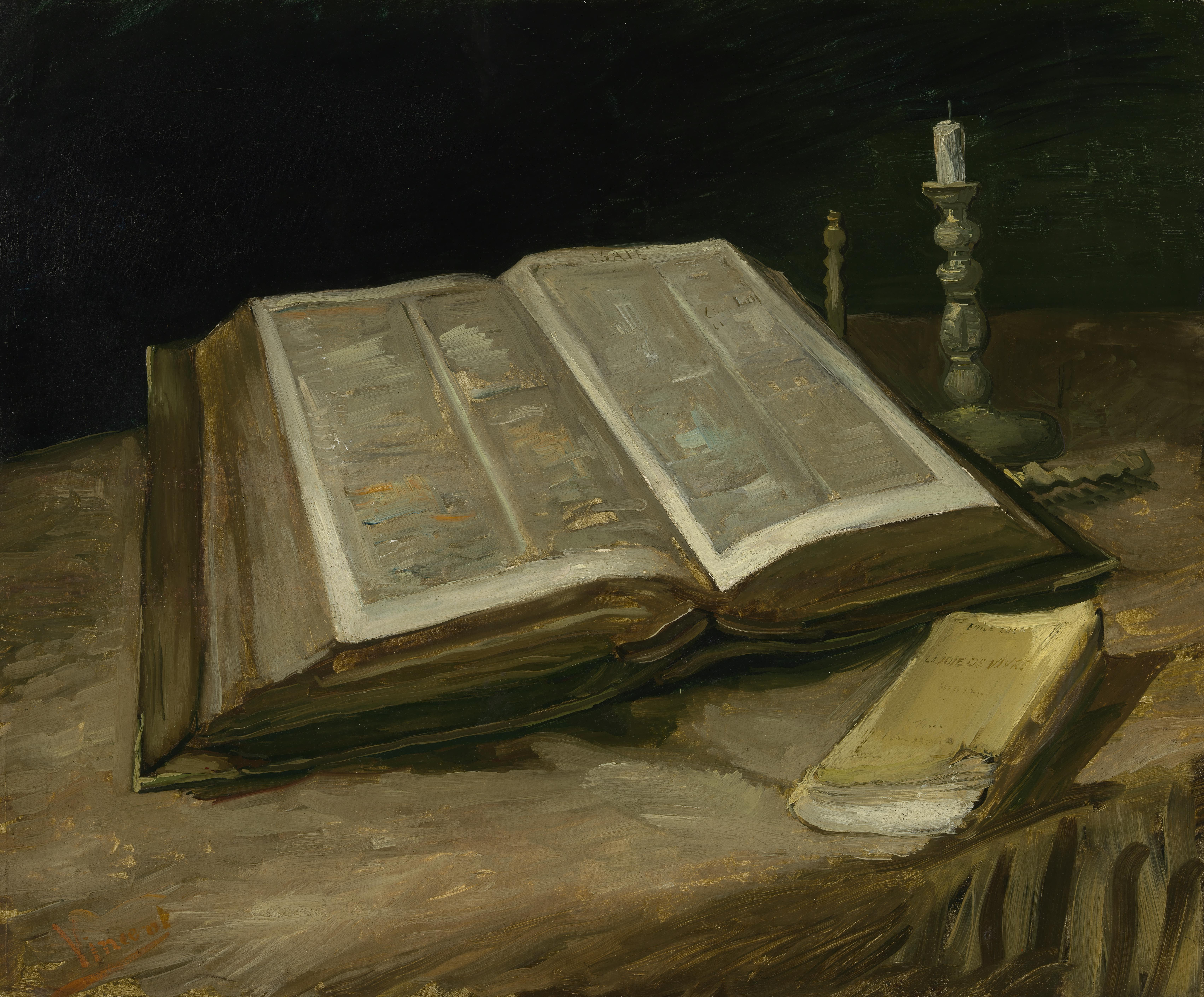
《펼쳐진 성경과 촛대, 소설책이 있는 정물》, 1885년 작품. 암스테르담 반 고흐 미술관 소장.
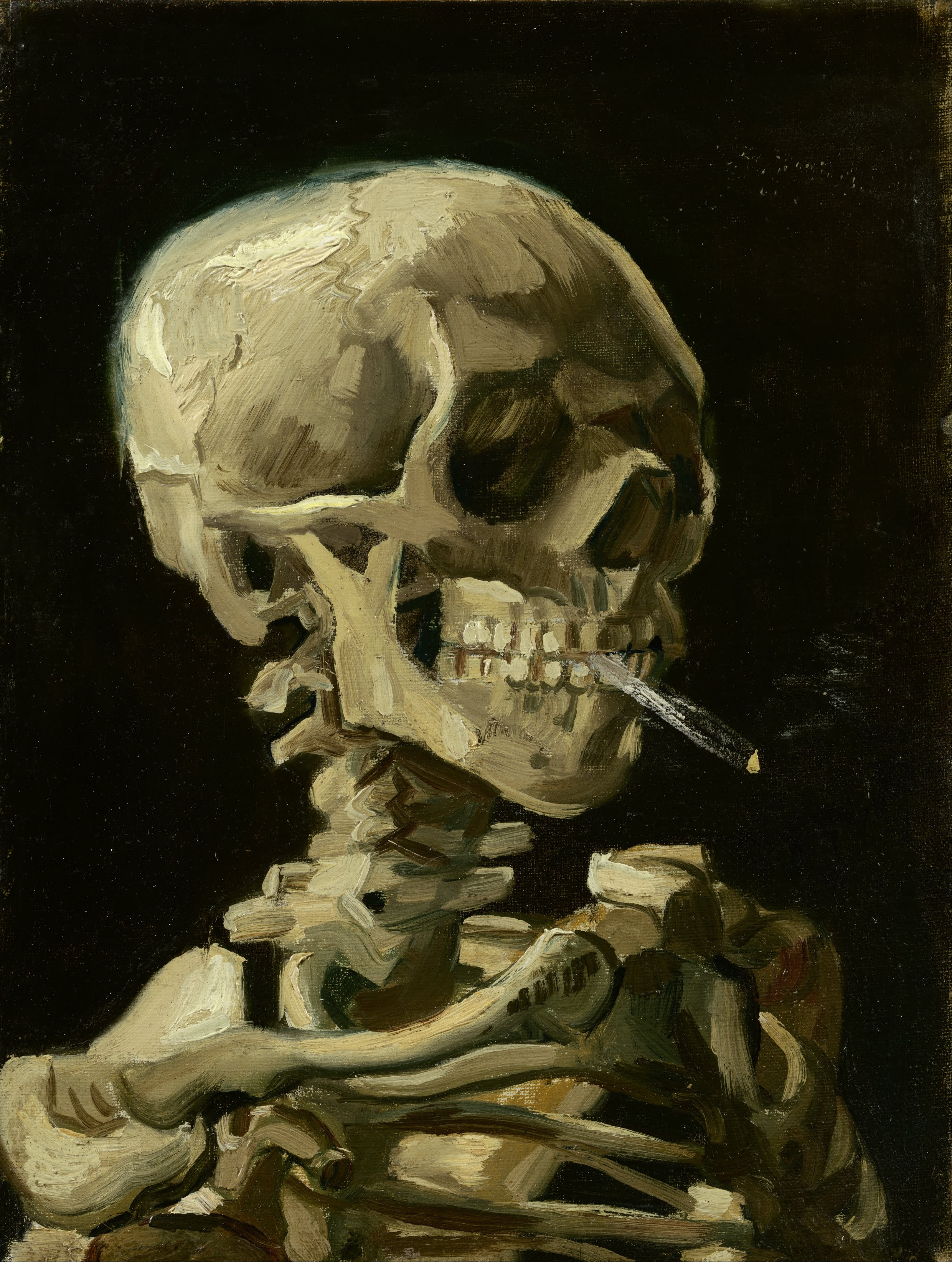
《담배 피는 해골》. 1885년~1886년 그림. 암스테르담 반 고흐 미술관 소장.
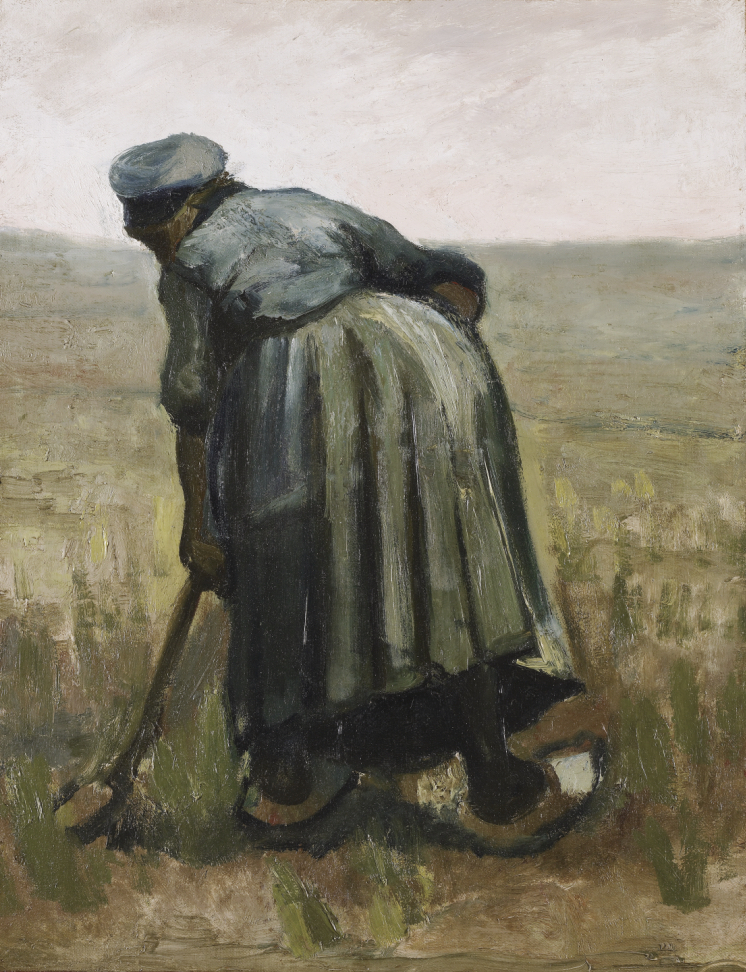
《오두막 앞에서 땅을 파는 여자 농부》. 1885년 그림. 토론토 온타리오 미술관 소장.

결국 빈센트는 겨울 11월에는 안트베르펜으로 이사간다. 거기서 회화용품점 위의 집을 빌려 생활한다. 생활비는 아주 빠듯해서 회화용품을 좀 구입하고 빵, 커피, 담배를 사는 것 외에는 돈을 쓰지 않았다. 1886년 2월에 테오에게 보낸 편지에서 지난 7개월 동안 따뜻한 식사는 여섯 번 정도 한 게 전부라고 말했을 정도였다. 이즈음 이가 흔들리며 아파오기 시작했다. 빈센트는 자신의 작품이 침침하고 인기가 없다는 테오의 말을 기억하고 안트베르펜에서 미술관에 가 페테르 파울 루벤스의 그림을 감상하는 등 채색을 연구하기 시작한다. 그리고 그림에 카민, 코발트블루, 파리스 그린 등 다채로운 색채를 사용하기 시작한다. 안트베르펜의 부둣가에서 일본에서 들어온 우키요에 목판화를 구입하며 운명적인 만남을 가진다. 이즈음 빈센트는 다시 폭음을 하기 시작한다. 1886년 2-3월에 과로, 부실한 식사, 과한 흡연으로 인해 병원에 입원했는데, 거기서 매독도 치료한 것으로 추정된다.
빈센트는 안트베르펜의 왕립 미술 아카데미에서 고등부 입학 시험을 본 뒤, 1886년 1월에 회화와 드로잉 부문에 입학하고, 18일부터 석고상 드로잉 수업과 회화 수업에 참석한다. 그러나 빈센트의 파격적인 화풍과 정규 교육에 대한 반골성향으로 인해 곧 학교 원장이자 회화 교수인 샤를 베를라(Charles Verlat)와 마찰을 빚는다. 얼마 지나지 않아 드로잉 교수 프란츠 빙크(Franz Vinck)와도 갈등이 생겼다. 빈센트는 마침내 외젠 시베르트(Eugène Siberdt) 교수의 석고상 드로잉 수업에 참석하는데, 거기서마저 윤곽선을 제대로 그려야 한다는 시베르트의 지도를 따르지 않아 갈등을 빚는다. 밀로의 비너스를 그리는 수업시간에 고흐가 플랑드르 농부의 벌거벗은 상체를 그리는 모습을 본 시베르트는 크레용으로 고흐의 캔버스를 힘주어 수정하다가 종이를 찢어버린다. 그러나 고흐는 격렬한 분노를 터뜨리며 시베르트를 향해 "당신은 젊은 여성이 어떤 모습인지 모르는게 분명하군, 젠장! 여자란 자고로 허리, 엉덩이, 아이를 낳을 수 있는 골반을 가지고 있어야 한다는 말씀이야!"라고  소리쳤다. 이후 빈센트는 수업에 더 이상 참석하지 않고 파리로 떠난다. 그로부터 한달쯤 지난 3월 31일, 교수진은 고흐를 포함한 17명의 학생들을 유급시킨다. 시베르트가 고흐를 추방시켰다는 이야기는 낭설이다.

#### 파리 시기 (1886~1888)

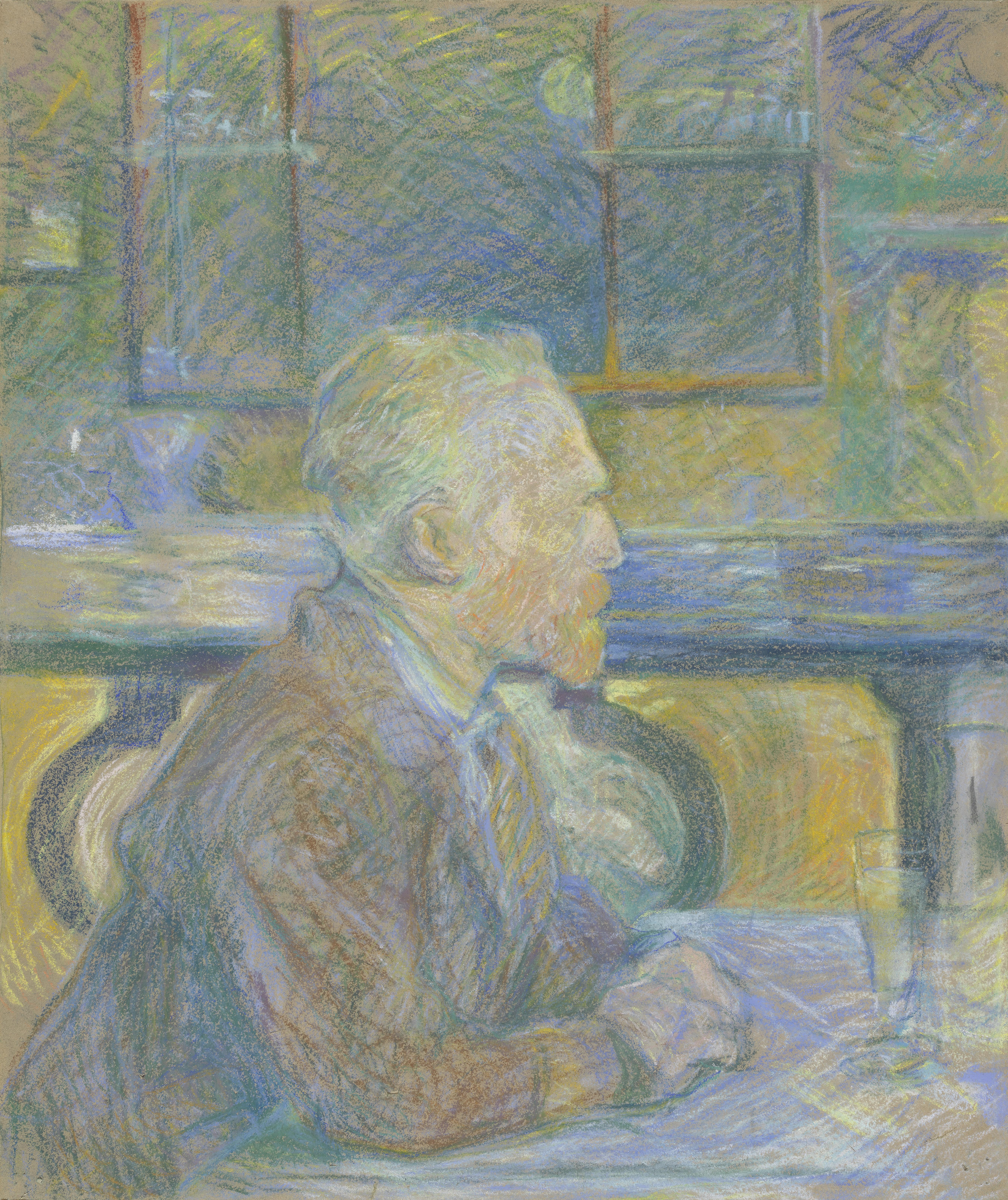
앙리 드 툴루즈로트레크가 1887년에 그린 빈센트 반 고흐의 초상. 종이에 파스텔. 암스테르담 반 고흐 미술관 소장.

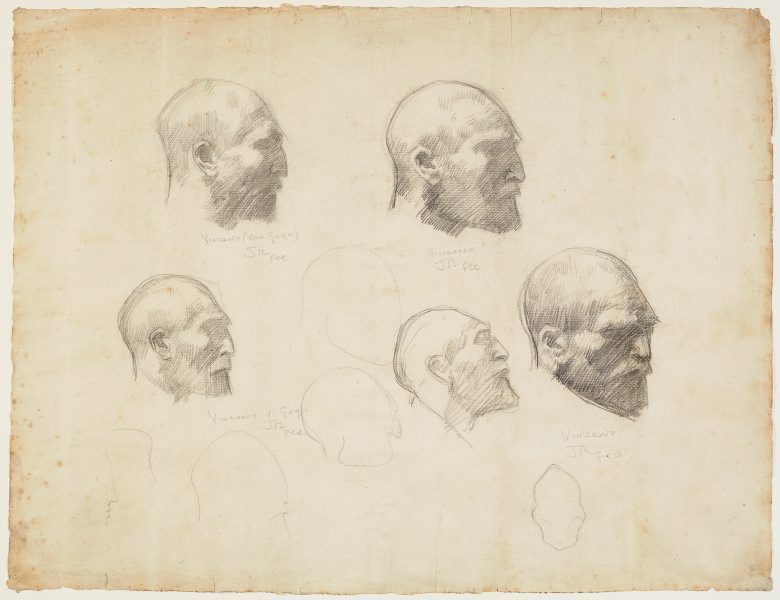
존 러셀이 그린 빈센트 반 고흐의 스케치 다섯 점.

1886년 3월, 빈센트는 아카데미를 떠나 파리로 이사한다. 파리에서는 몽마르트르에 있는 동생 테오의 아파트에서 함께 살며, 페르낭 코르몽(Fernand Cormon)의 화실에서 4월부터 5월까지 공부한다. 빈센트는 거기서 오스트레일리아 출신의 화가 존 러셀을 만난다. 그 외에도 폴 세잔의 그림을 전시하곤 하던 줄리앙 탕기의 미술용품점에서 에밀 베르나르, 루이 앙크탱, 앙리 드 툴루즈로트레크를 만나 친분을 쌓는다. 줄리앙 탕기의 가게에서는 같은 해에 조르주 쇠라와 폴 시냐크의 점묘화와 신인상주의 작품이 전시되었다. 테오는 인상주의 화들의 작품을 계속 수집했지만, 빈센트는 이런 새로운 종류의 화풍을 인정하기까지 시간이 좀 걸렸다.
빈센트와 테오는 6월에 르삑 54번지에 더 큰 아파트를 얻어 거기로 이사한다. 빈센트는 파리에 살면서 친구와 지인들의 초상화, 정물화, 여러 풍경화를 그렸다. 안트베르펜에서 시작된 우키요에 목판화에 대한 관심은 점점 깊어져, 수백 점의 목판화를 수집해 파리의 작업실 벽을 장식하기도 했다. 게이사이 에이센이 그린 오이란 그림의 모작을 그리기도 했다.
1886년 말, 테오는 빈센트와 함께 사는 것이 "거의 견딜 수 없는" 것이라 말할 정도로 갈등을 겪다가, 1887년 초에 화해한다. 빈센트는 파리의 북서쪽 교외인 아니에르쉬르센으로 이사를 갔고, 그곳에서 시냐크를 알게 되었다. 빈센트가 점묘법을 채택한 것도 이즈음의 일이었다.
들라리바렛(Delareybarette) 미술관에서 아돌프 몽티셀리의 초상화를 본 후로부터는 더 밝은 색채와 대담한 붓질을 사용하기 시작했다. 이러한 변화는 1888년 그린 생트마리 해변의 고깃배 그림에서 잘 드러난다. 빈센트와 테오는 몽티셀리의 그림을 수집하기도 했다.
아니에르쉬르센에 있는 동안 빈센트는 센강을 가로지르는 다리를 포함하여 공원, 식당 등 여러 풍경화를 그렸다. 1887년 11월 테오와 빈센트는 파리에 막 도착한 폴 고갱과 친구가 되었다. 그해 말에는 베르나르, 앙크탱, 툴루즈로트레크와 함께 몽마르트르의 43번가 드 클리시 거리에 있는 그랑부용 레스토랑 뒤 샬레에서 전시회를 열었다. 베르나르는 이 전시회가 파리의 다른 어떤 전시회보다 앞서 있었다고 썼다. 베르나르와 앙크탱은 여기서 처음으로 그림을 판매했고, 빈센트는 폴 고갱과 작품을 교환했다. 이들은 전시회에서 예술과 사회에 대한 논의를 이어나갔는데, 카미유 피사로, 조르주 쇠라, 폴 시냐크와 같은 전시회 방문객들도 이 논의에 참여했다. 1888년 2월, 2년 동안 200점 이상의 그림을 그린 빈센트는 요양을 위해 파리를 떠났다. 출발 몇 시간 전, 테오와 함께 쇠라의 화실을 처음이자 마지막으로 방문했다.
1888년 12월 23일에 그는 아를의 사창가에 있는 매춘부에게 자신의 왼쪽 귀 조각을 건넸다. 고흐는 매춘부의 신고를 받고 그의 집에 도착한 경찰에 의해 1889년 5월 8일, 생레미의 한 정신병원으로 이송되었다.

### 사망
1890년 7월 27일, 오베르쉬르우아즈의 밀밭에서 자신에게 총을 쏜 고흐는 이틀 후 라부 여인숙에서 동생 테오 곁에서 숨을 거두었다. 그러나, 고흐가 정말 자살을 했는 지에 대해서는 현재까지도 전문가들 사이에서 의견이 분분하다.

## 작품세계

### 홀랜드 시기
빈센트는 언급할만한 가치를 지닌 미술 교육을 받은 적이 없었다. 그는 자신이 경탄해 마지않았던 옛 화가들의 그림을 자세하게 살펴보고, 그 중의 몇 개의 작품들을 모사함으로써 미술에 대한 지식과 재주를 독학으로 익혔다. 그가 홀랜드에서 보낸 1880년-1885년 사이에 17세기에 활동했던 두 명의 네덜란드 화가가 그에게 커다란 영향력을 주었다. 렘브란트와 프란스 할스가 바로 그들이었다. 그들로부터 그는 다양한 갈색조, 회색조, 흑색조의 색채를, 음영이 뚜렷한 회화 기법을, 눈에 그대로 보이는 거친 붓자국이 있는 진하게 칠한 채색 기법을, 그만큼 더 강렬한 전체 효과를 얻기 위해서 세부적인 묘사를 포기하는 것을 배웠다. 그는 옛 거장들이 그림들을 지나치게 세세하게 다루지 않는 것에 대해서 아주 경탄해마지 않았고, 빈센트도 자신도 평생 동안 이 원칙을 고수했다.
| “                                  | 옛 홀란드 그림들을 다시 볼 때 나를 당혹시키는 것은 그들이 대개의 경우 아주 빠르게 그림을 그렸다는 사실이다. 한스, 렘브란트, 루이스달이나 다른 많은 화가들처럼 위대한 거장들이 가능한 한 일필휘지로 그림을 그린 다음에 더 이상 그 그림에 많은 노력을 기울이지 않았다는 사실이다. | ” |
| — 반 고흐, 동생 테오에게 보낸 편지 | |   |

내용적으로 고흐는 무엇보다도 자신에게 가장 중요하다고 여겨지는 주제, 즉 평범한 사람들의 세계를 다루었다. 빈센트는 '홀랜드 시기'에 일을 하고 있는 농부들, 그들의 가난한 오두막, 수공업자들을 그렸다. 정물화에서는 특이하게도 감자가 자주 발견된다. 이 시기에 그는 자신의 그림에 진실될 것과 분위기, 감정 혹은 생각을 전달할 것을 요구했다. 그는 이런 요구가 자신이 모범으로 생각하는 화가들의 그림에서는 충족된 것으로 생각했다.

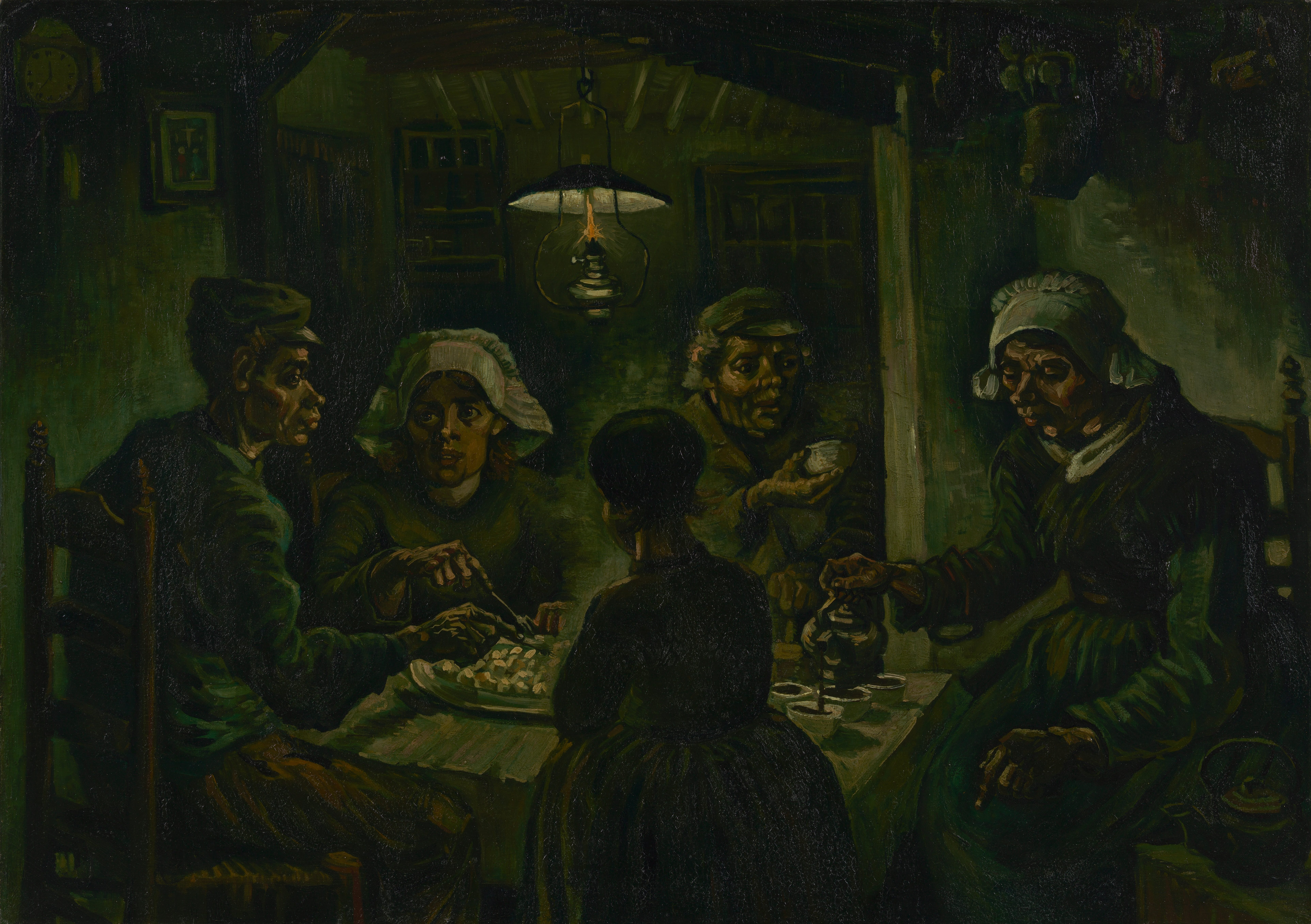
〈감자 먹는 사람들》, 1885년경

이 시기에 제작된 가장 야심차고 유명한 그림은 1885년경에 그려진 《감자 먹는 사람들》이다. 그 그림에서는 소박한 식사를 하는 농부 가족의 모습이 그려져 있다. 빈센트는 그 그림으로 시골 사람들이 땅과 맺고 있는 상태와 가혹한 삶을 묘사하고자 했다. 그는 이 그림에 상당한 노력을 쏟아부었다. 그는 그럴듯한 모습으로 사람들을 집단으로 묘사하는 것에 어려움을 겪었기 때문에, 빠듯한 생활비에도 불구하고 모델들을 고용했고, 여러 장의 습작을 그렸다. 《감자 먹는 사람들》이후로 빈센트는 더 이상 여러 인물들이 배치된 작품을 그리지 않았고, 단 하나의 그림에 그처럼 많은 노력을 쏟아붓지도 않았다.

### 발전의 시기: 안트베르펜과 파리 시장
안트베르펜에서의 3개월 간의 체류 동안, 무엇보다도 1886-1888년에 걸친 파리 체류 기간 동안 빈센트는 새롭고 다양한 인상들에 노출되었다. 그 자신의 작업에서 실험의 시기가 시작되었으며, 그 실험은 궁극적으로 그의 화법에 중대한 변화로 귀결되었다.
파리에서 그는 그 당시에 중요하게 간주되었던 인상주의와 대면하게 되었다. 그 전까지 그는 인상주의를 이름만 들어서 알고 있었다. 그는 새로운 양식에 대해서 유보적인 태도를 보였지만, 빈센트는 인상주의의 여러 요소를 자신의 회화에 받아들였다. 그는 좀 더 밝고 순수한 색채를 사용했고, 가는 선으로 그은 듯한, 점 모양의 특징을 지닌 붓 놀림으로 넘어갔다. 그러면서 그는 화면을 보색 관계를 이루는 색채로 구성했다. 외젠 들라크루아의 그림과 만남으로써 좀 더 대담해진 색채 사용으로의 방향 전환이 강화되었다. 주제상으로 보자면 그는 파리적 소재에 관심을 기울였다. 파리 주변의 시골에서도 그는 자주 그림을 그렸다. 이 시기에 인상주의로부터 영향을 받았다는 것을 보여주는 예는 《봄날의 낚시》, 《클리시 다리》, 《아스니에르의 다리 모습》, 《몽마르트르 언덕의 채소밭》 등이 있다.

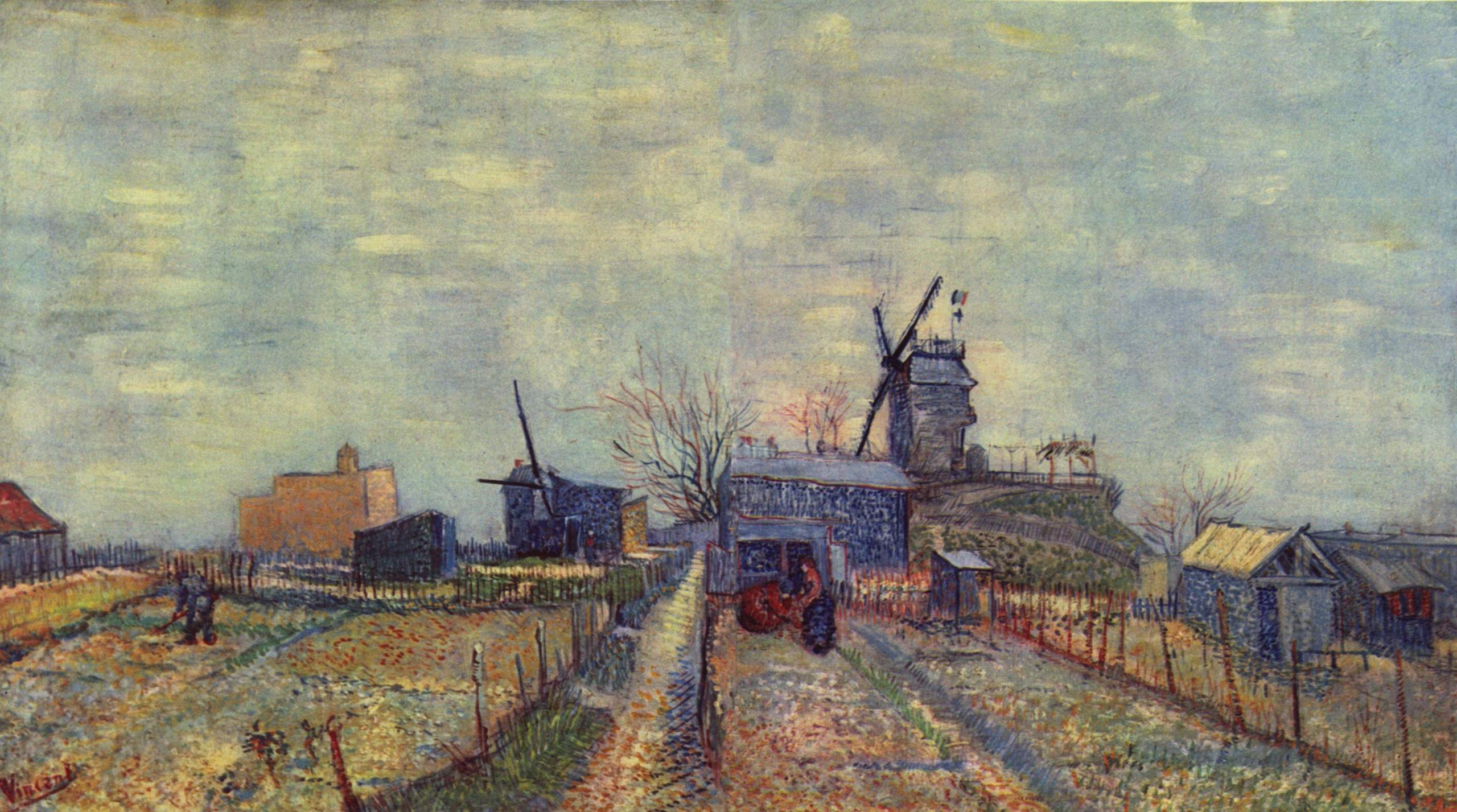
《몽마르트 언덕의 채소밭》, 1887년

하지만 그의 예술적 발전에서 가장 중요했던 것은 일본 판화와의 만남이었다. 1853년 일본은 국경을 개방했으며, 그로부터 몇 년 동안 점점 더 판화를 찍은 종이가 유럽으로 전해졌다. 많은 미술가들이 전혀 새로운 미술에 열광을 했고, 빈센트롤도 매혹되었다. 그는 일본 채색 판화를 모으기 시작했고, 몇 개의 소재를 유화 작품으로 옮겨 제작하기도 했다. 무엇보다도 그는 일본의 미술관으로부터 많은 것을 배웠고 그들의 형상 원칙을 자신의 것으로 만들었다. 실제적으로 그 이후부터 제작된 그의 그림에는 이런 저런 '일본적' 형상 원칙이 나타났다. 몸 때문에 생긴 그림자의 부재, 가는 선으로 테두리가 둘러쳐진 '얕게' 채색된 화면, 이례적인 원근법, 풍경 속에서 아주 작게 묘사된 인물들이 그런 원칙들이었다.

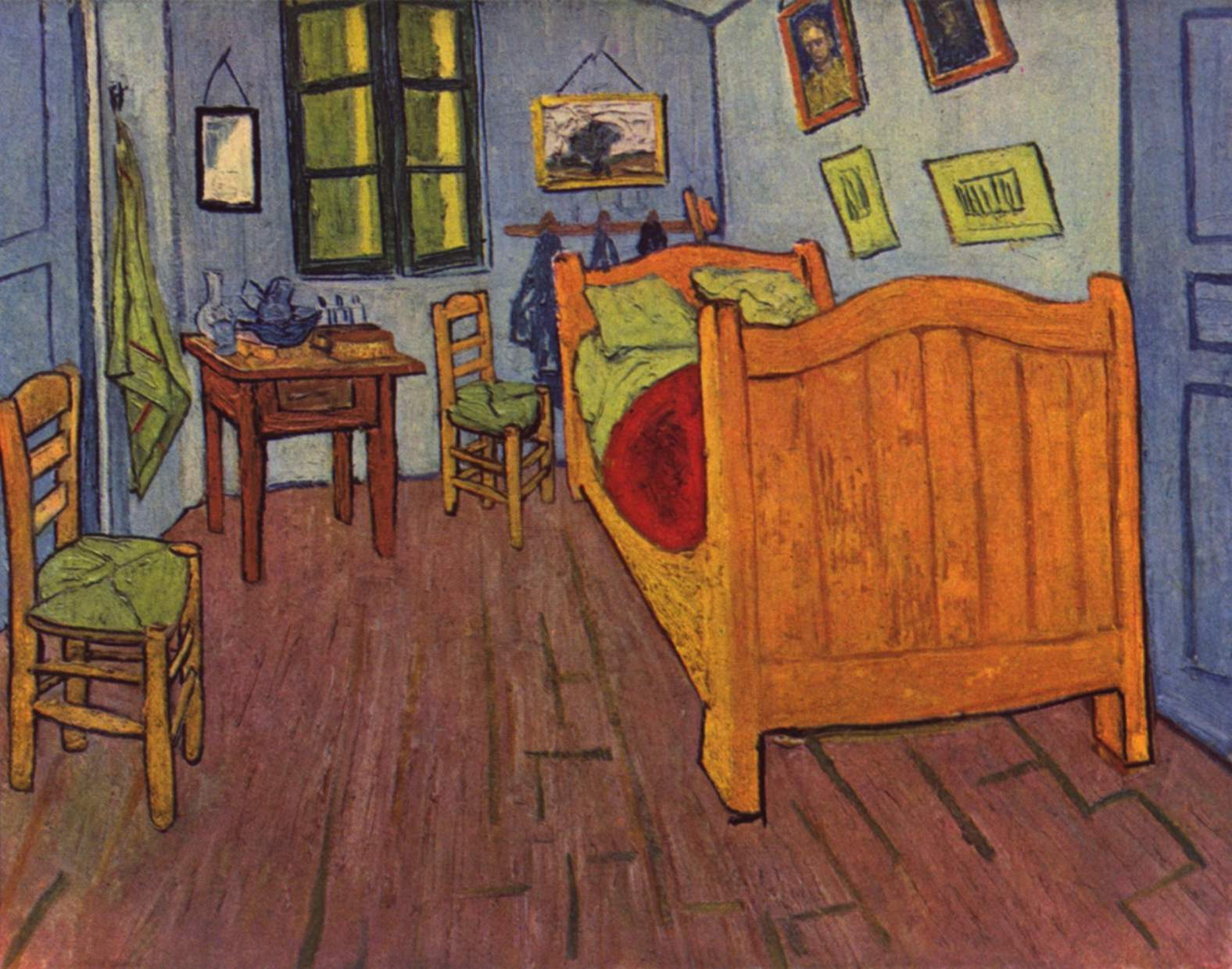
《아를의 방》, 1888년

《아를의 방》이라는 자신의 그림에 대해서 빈센트는 테오에게 다음과 같이 적어 보냈다.
| “ | 그림자가 제거되었고, 색채는 일본 목판화에서처럼 얕고 단순하게 칠해졌어. | ” |

1888년에 제작된 꽃이 만개한 과일나무 연작의 경우처럼 소재의 선택에서도 부분적으로 일본의 영향을 받았다.
빈센트는 이 기간 동안 일본화를 접하고 관련 작품을 열렬히 모으기 시작했다. 그는 일본화의 밝은 색채와 캔버스 공간의 사용, 그림에서 보인 선의 역할에 감탄했으며, 이러한 인상은 그에게 강하게 영향을 주었다. 이때 빈센트는 일본풍으로 약간의 그림을 그려 《프로방스 시골길의 하늘 풍경》, 《별이 빛나는 밤》,《해바라기》 등의 걸작들을 그렸다. 즉, 고흐의 그림 속에는 정신적인 고통과 이를 극복하고자 한 의지가 담겨 있는 것이다.

### 아를(Arles) 시대
아를에서 빈센트는 파리 시절에 이론적으로 발전시켰지만 지금까지는 일관적으로 사용하지 않았던 새로운 양식으로 그림을 그리기 시작했다. 그가 죽을 때까지 본질적으로 유지했던 이 화법은 우리가 오늘날 빈센트에게서 '전형적' 이라고 느끼는 화법이다.
고흐는 남부 프랑스의 눈부신 색채에 대한 희망을 품고서 아를로 이주를 했다. 그는 편지에서 이주의 이유를 다음과 같이 적었다.
| “ | 사람들은 그곳에서 붉은색과 초록색, 푸른색과 오렌지색, 짙은 노랑색과 보라색의 아름다운 대조를 자연에서 발견할 수 있기 때문이야. | ” |

실제로 그는 그곳에 도착하자마자 전체적인 효과에서 상호상승을 이룰 수 있도록 하기 위해서 보색적인 대비를 이루면서 나란히 사용했던 순수하고, 강력한 색채로 그림을 그렸다. 그러면서 그는 '지방색', 다시 말하자면 대상의 자연적인 색을 넘어섰다. 종종 그는 색채를 과장하거나 그가 각각의 그림을 위해서 발전시킨 색채 체계에 적합하도록 사용했다. 빈센트의 그림에서는 초록색 하늘, 분홍색 구름, 짙은 청색의 길이 있다. 그 자신도 그것에 대해서 적고 있다.
| “ | 나는 색채의 위치를 정하는 것에 있어서 자연으로부터 일련의 순서와 정확성을 받아들였어. 나는 무의미한 짓을 하지 않고, 이성적인 상태를 유지하기 위해서 자연을 세세하게 관찰하지. 내가 사용한 색이 내 그림에서 훌륭한 효과를 발휘한다면 그것이 사물의 색과 동일한 색인지하는 문제는 더 이상 내게는 그렇게 중요하지 않아. | ” |

눈부신 색과 강렬한 대조에도 불구하고 고흐의 그림은 결코 야하거나 벽보처럼 보이지 않는다. 그는 나머지 색을 약화시키거나 결합시키는 중간 색조를 사용함으로써 조화로운 전체 효과를 만들어낸다.

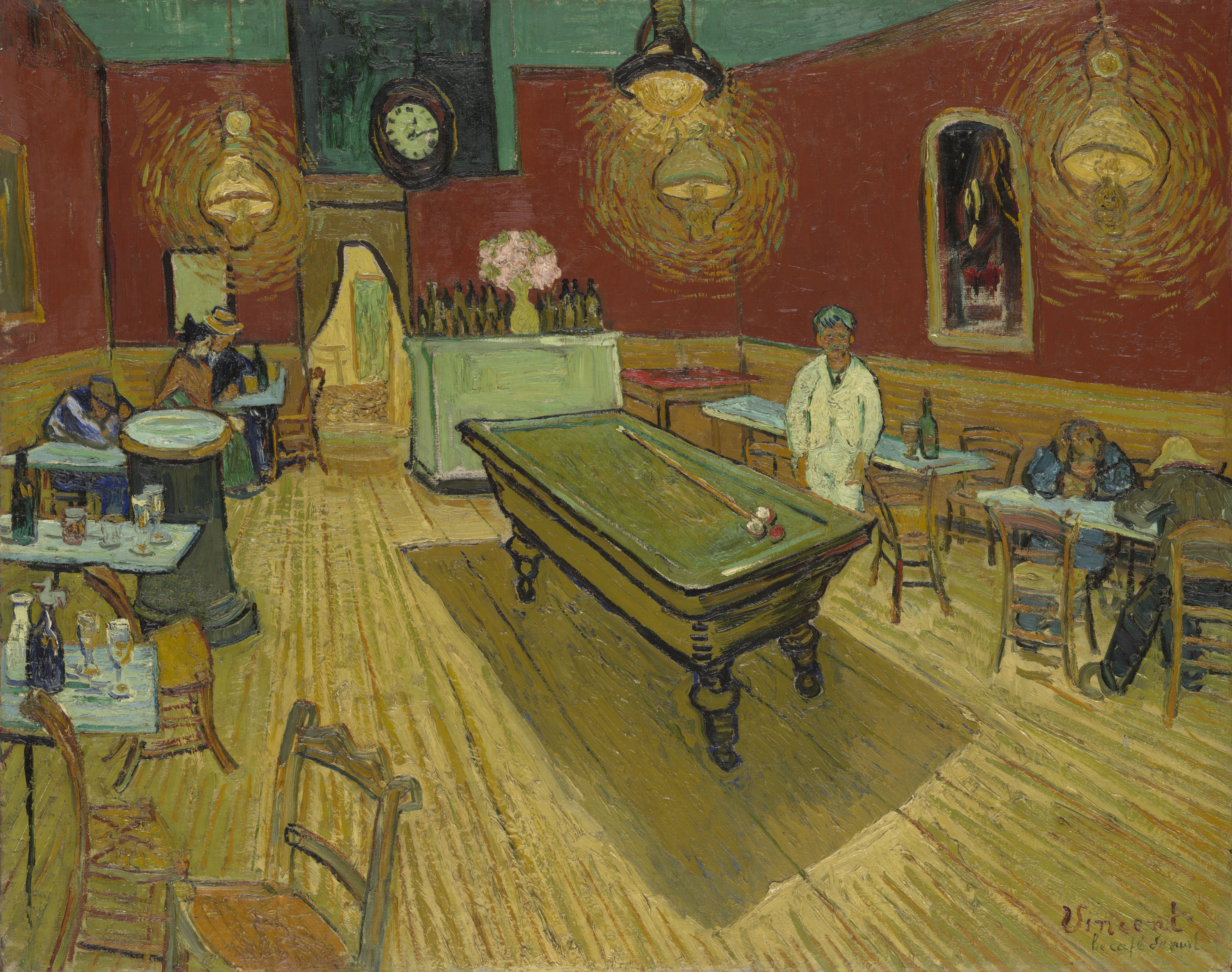
《밤의 카페 풍경》

그 이외에도 색채는 빈센트 반 고흐에게는 상징적 기능도 지니고 있다. 《밤의 카페 풍경》(1888년)처럼 색채는 분위기를 표현해야만 한다고 한다.
| “ | 나는 붉은색과 초록색으로 무시무시한 인간의 정열을 표현하려고 했어. 공간은 푸르고 붉으며 생기없는 노란색이지. 가운데에 초록색 당구대가 놓여 있고, 오렌지색과 초록색의 둥근 불빛을 만들어내는 레몬처럼 노란 4개의 램프가 있지. | ” |

고흐는 재빠르게, 즉흥적으로 그리고 나중에 커다랗게 수정을 하지 않은 채로 그림을 그렸다. 신속하게 그리는 그의 화법은 한 편으로는 그의 창작욕에서 나오는 것이고, 다른 한 편으로 아주 의식적으로 그것을 표현수단으로 사용하는 것이다. 그것이 그의 그림에 더 많은 생기와, 강렬함과 직접성을 부여한다고 했다. 또한 그는 좀 더 커다란 전체 효과를 위해서 소재를 단순화했다. 비록 그가 재빠르게 그림을 그리기는 했지만, 충동적으로 그리거나 도취해서 그리지도 않았다. 그림을 그리기 전에 그는 머릿속으로 그려보거나 여러 장의 스케치를 통해서 준비를 했다.
거의 언제나 그는 소재를 눈 앞에 두고서 그림을 그렸다. 그가 기억이나 생각에 의존해서 그림을 그리는 경우는 드물었다. 눈으로 본 것을 종종 심하게 변행을 시키기는 했지만, 그는 여전히 자연에 충실한 상태였고, 추상으로 통하는 경계선을 넘어서지는 않았다.
고흐는 물감을 희석하지 않은 채 걸죽하게 칠했으며, 가끔씩 물감을 튜브에서 짜서 직접 화폭에 바르기도 했다. 물감을 두껍게 칠하는 것을 인해서 그의 붓자국이 입체적으로 보였고, 고흐 특유의 붓놀림을 통요시키는 것에 아주 적합했다. 매끄럽고, 윤곽선이 둘러쳐진 일본풍의 채색면 이외에도 빈센트는 이미 파리 시절에 색을 짧은 선 모양으로 나란히 칠하는 기술을 개발했다. 자신의 그림을 좀 더 생생하고 살아있는 것처럼 형상화하기 위해서 그는 생 레미 시절에는 이런 선을 율동적으로 구성하고, 물결 모양, 원 모양, 나선형 모양으로 배열하기 시작했다. 1889년에 제작된 자화상이나 1889년에 그려진 《별이 빛나는 밤》이 그것을 보여주는 예들이다. 빈센트는 각각의 화법을 소재와 연관지어서 선택했다.
눈에 보이는 현실을 단순하게 재현하는 것이 고흐의 목표가 아니었다. 오히려 소재가 지닌 본질과 특성 그리고 자신이 그것에 대해서 느끼는 감정을 표현하는 것이 그에게는 더욱 중요했다. 그래서 그는 외젠느 보쉬(Eugène Boch)의 초상화에 대해서 다음과 같이 언급했다.
| “ | 나는 이 그림에 내가 그에 대해서 느끼는 경탄을, 사랑을 담고 싶었어. 머릿속으로 나는 무한한 것을 그렸어. 나는 내가 지금까지 성취했던 것 중에서 가장 진한과 인상적인 파랑색으로 간단하게 배경을 그렸어. 그리고 이 간단한 구성을 통해서 빛나는 짙은 파란색을 배경으로 삼고 있는 금발의 머리는 짙푸른 하늘에 떠 있는 별처럼 수수께끼와 같은 것을 지니게 되었어. | ” |

후기에 제작된 오베르의 풍경화에 대해서 그는 다음과 같이 적었다.
| “ | 흐린 하늘 아래 한 없이 넓은 밭이 있고, 나는 슬픔과 극단적인 고독을 표현하려는 시도를 주저하지 않았지. | ” |

화가는 형식과 색채를 변화시킴으로써 바라던 표현의 강렬함을 달성할 수 있었다. 형식의 경우에 고흐는 단순화를 향해 움직여 간 반면에 색채는 점점 강화시켰다.
그 밖에도 고흐는 다양한 상징을 통해서 자신을 표현했다. 많은 그림에서 그는 언어를 통해서 말할 수 없었던 것을 상징적으로 표현했다. 전래된 상징 이외에 그는 무엇보다도 개인적인 상징 언어를 사용했다. 그 상징 언어의 의미는 그의 생애, 사고와 감정 세계에 대한 앎을 통해서만 이해될 수 있다. 스케치 판, 파이프, 양파, 봉랍이 있는 정물화에서 그는 그에게 도움이 되었던 물건들을 배열했다. 건강 지침서와 그 책에서 불면증에 대해서 좋다고 권해준 양파, 그가 좋아하던 파이프와 담배통, 테오가 보낸 편지 한 통과 친구와의 밀접한 결합을 상징하는 봉랍, 삶의 불꽃이 아직 꺼지지 않았다는 것을 나타내고 있는 불타고 있는 촛대, 금주의 상징인 빈 포도주 병 등이 그와 같은 대상들이었다.
《달이 빛나는 밤의 산책》(1890년)에서는 달이 솟아 오를 때 올리브 정원과 사이프러스 나무가 있는 풍경을 산책하는 한 쌍의 사람이 보인다. 남자 인물은 붉은 머리카락과 수염으로 화가 자신의 모습과 같은 특징으로 표현되어 있다. 그 그림은 여인과 함께 하는 '진실한' 삶과 그것의 대용인 자연과 자연을 표현하는 예술에 대한 빈센트의 소원을 동시에 표현한 것이다.

### 빈센트 반 고흐와 스케치

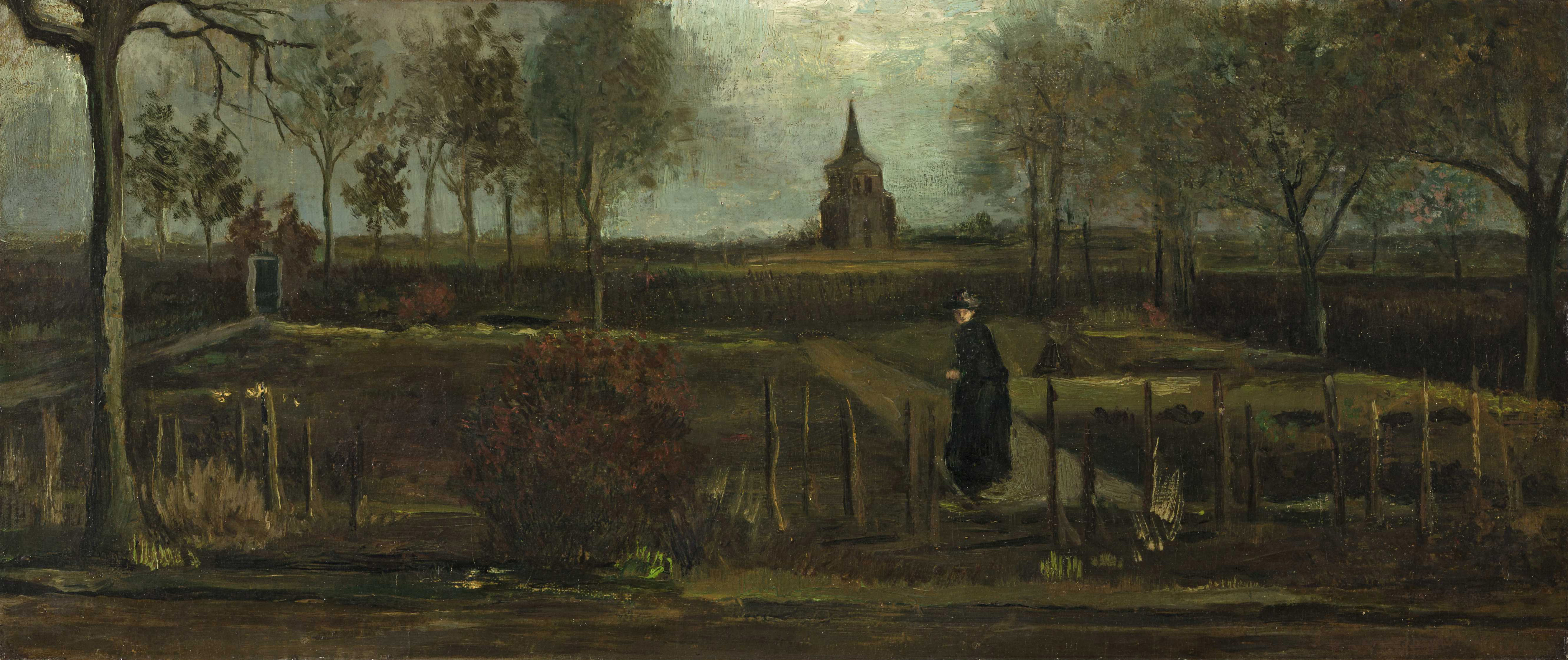
2020년 흐로닝어 미술관에서 도난 당한 《봄 뉘넌의 목사관 정원》

빈센트의 유화에 관심이 쏠린 탓에 그가 훌륭하고 아주 생산적인 소묘 화가라는 사실은 쉽게 잊히고는 했다. 소묘 작품은 미술가의 이력의 초기에서부터 존재했고, 그의 생애 마지막까지 제작되었다. 1888년 여름 몇 주 동안 고흐는 값비싼 유화 물감의 비용을 줄이기 위해서 전적으로 소묘만을 그렸다.
고흐는 훌륭한 화가가 되기 위해서는 먼저 소묘를 완벽하게 다룰 줄 알아야만 한다고 확신했다. 1880년, 선생이 없었기 때문에 교본을 통해서 체계적으로 형상 묘사의 법칙을 소묘를 통해서 습득하기 시작했다. 홀란드 시대에 그는 무엇보다 평범한 농부와 풍경, 그 중에서도 그가 잠시 머물렀던 장소인 헤이그의 풍경을 표현했다. 그는 연필, 펜, 부분적으로는 백묵이나 흑연을 사용해서 대규모로 소묘 작품을 그렸다. 안톤 마우베가 1881년 말 고흐에게 수채화 기법을 알려준 이후로 그는 불투명한 그림 물감으로 채색한 그림을 완성했다. 파리 시절에는 유화에 비해서 소묘가 뒷전으로 물러났다. 1887년 이후부터 빈센트는 다시 소묘를 점점 많이 그리게 되었다. 그 중에서 파리의 풍경을 채색한 소묘화도 있다.
그는 아를에서 자란 갈대를 재료로 삼아서 직접 만든 펜을 도구로서 높이 평가했다. 동시에 그는 새로운 표현 기술을 개발했다. 연필로 미리 그린 밑그림 위에 갈대펜을 사용해서 아주 다양한 선, 점, 곡선, 나선으로 소재가 표현되었다. 이 시기에 그려진 그의 소묘 중에서 많은 작품이 유화와 연관되어 있다. 소묘는 유화를 준비하기 위해서 이용되었거나, 아니면 고흐가 나중에 그려진 그림의 소재를 소묘로 다시 완성하기도 했다. 후자의 경우 소묘 작품은 삼자에게 그림에 대한 인상을 주거나 회화로 그려진 작품에서 그가 본 특정한 실수를 교정하도록 도움을 주려는 것이었다.

### 마지막 그림

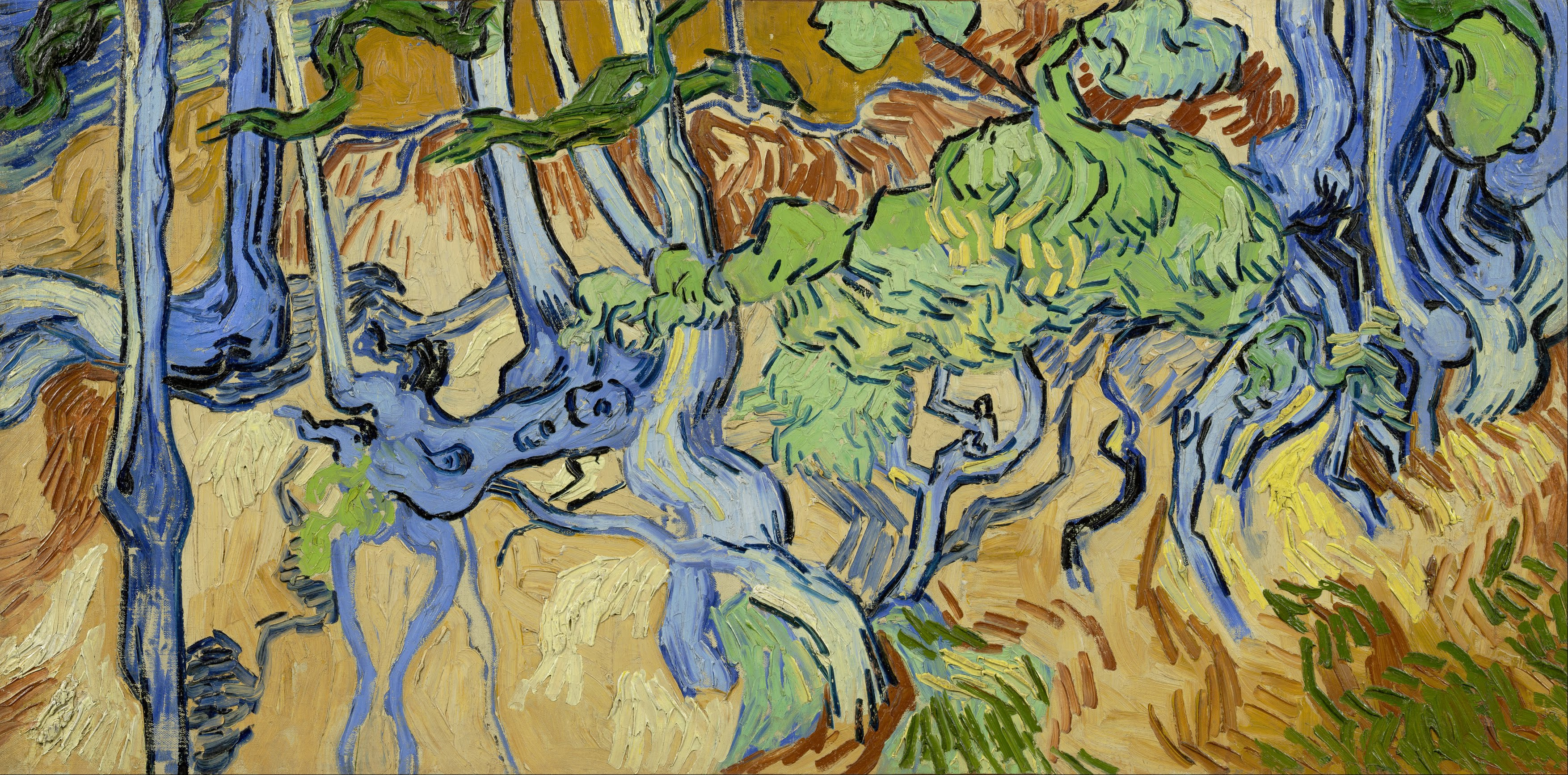
《나무 뿌리》, 1890년

고흐의 마지막 작품은 1890년에 그린 《나무 뿌리》이다. 미완성의 작품으로, 현재 반 고흐 미술관에 전시되어 있다.

## 대표작

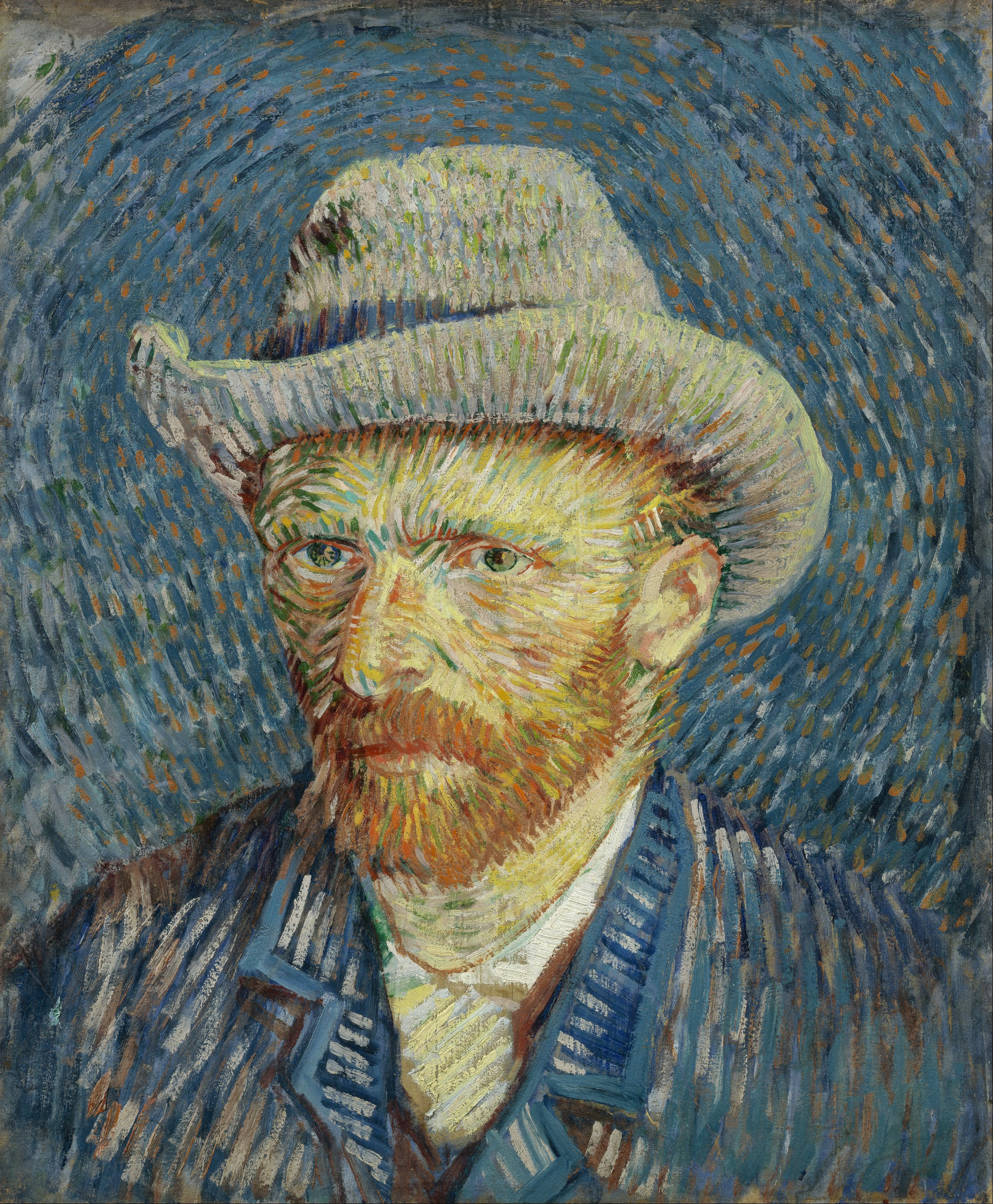
《회색 모자를 쓴 자화상》, 1887년
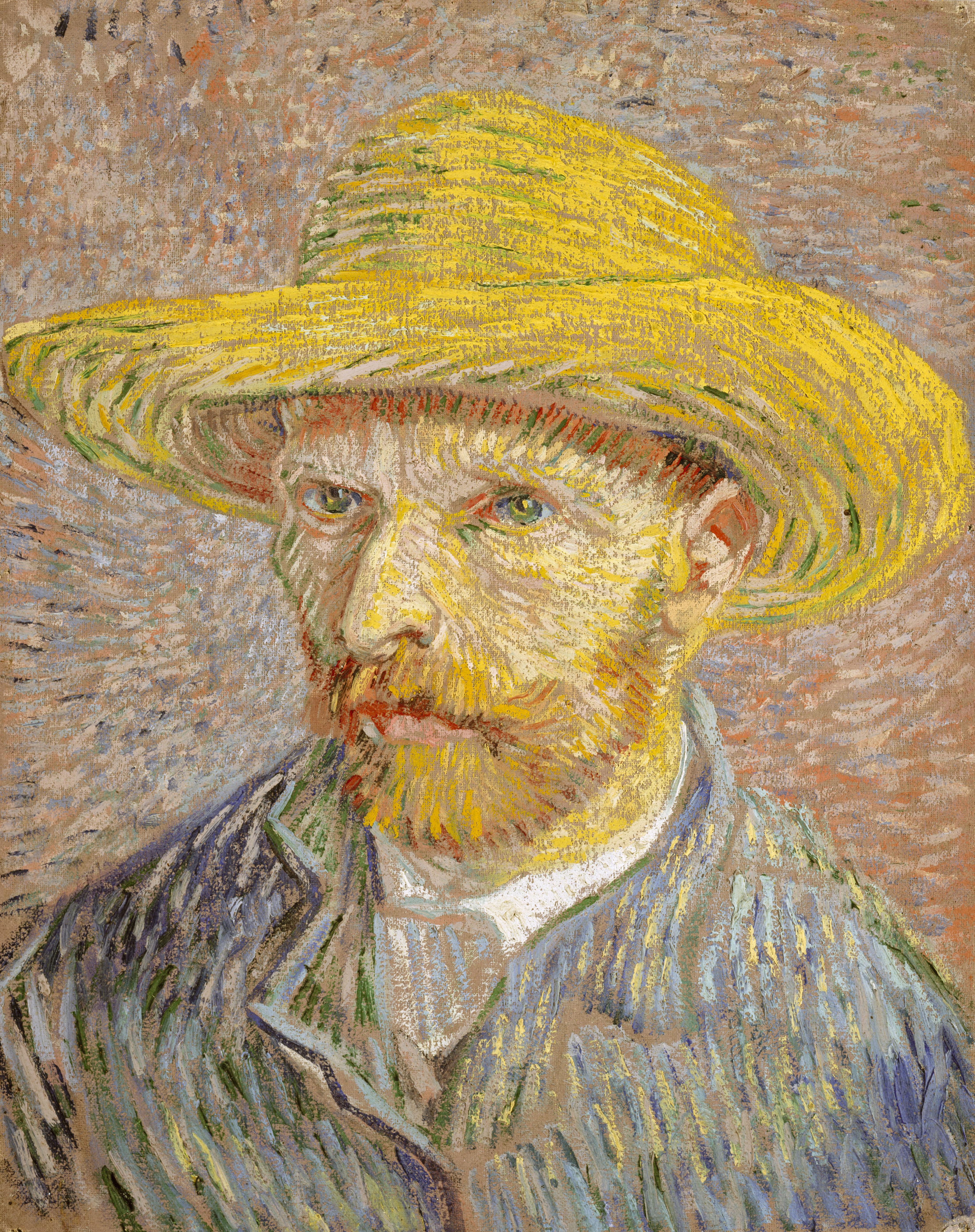
《밀짚 모자를 쓴 자화상》, 1887년
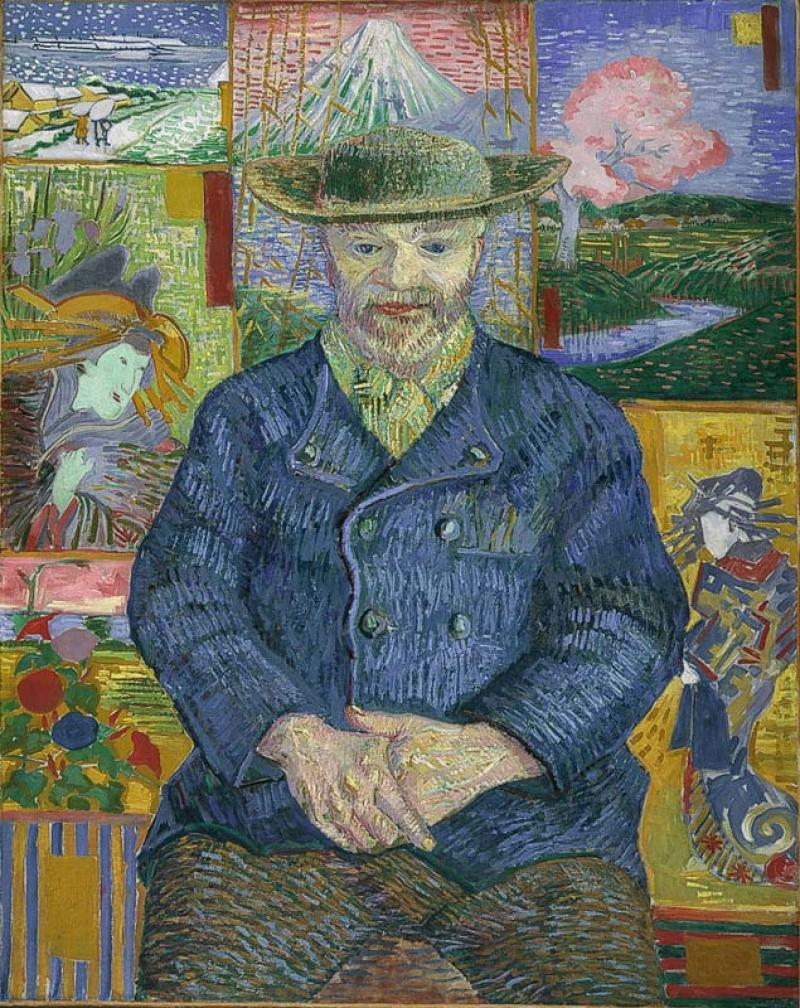
《탕기 영감의 초상》, 1887년
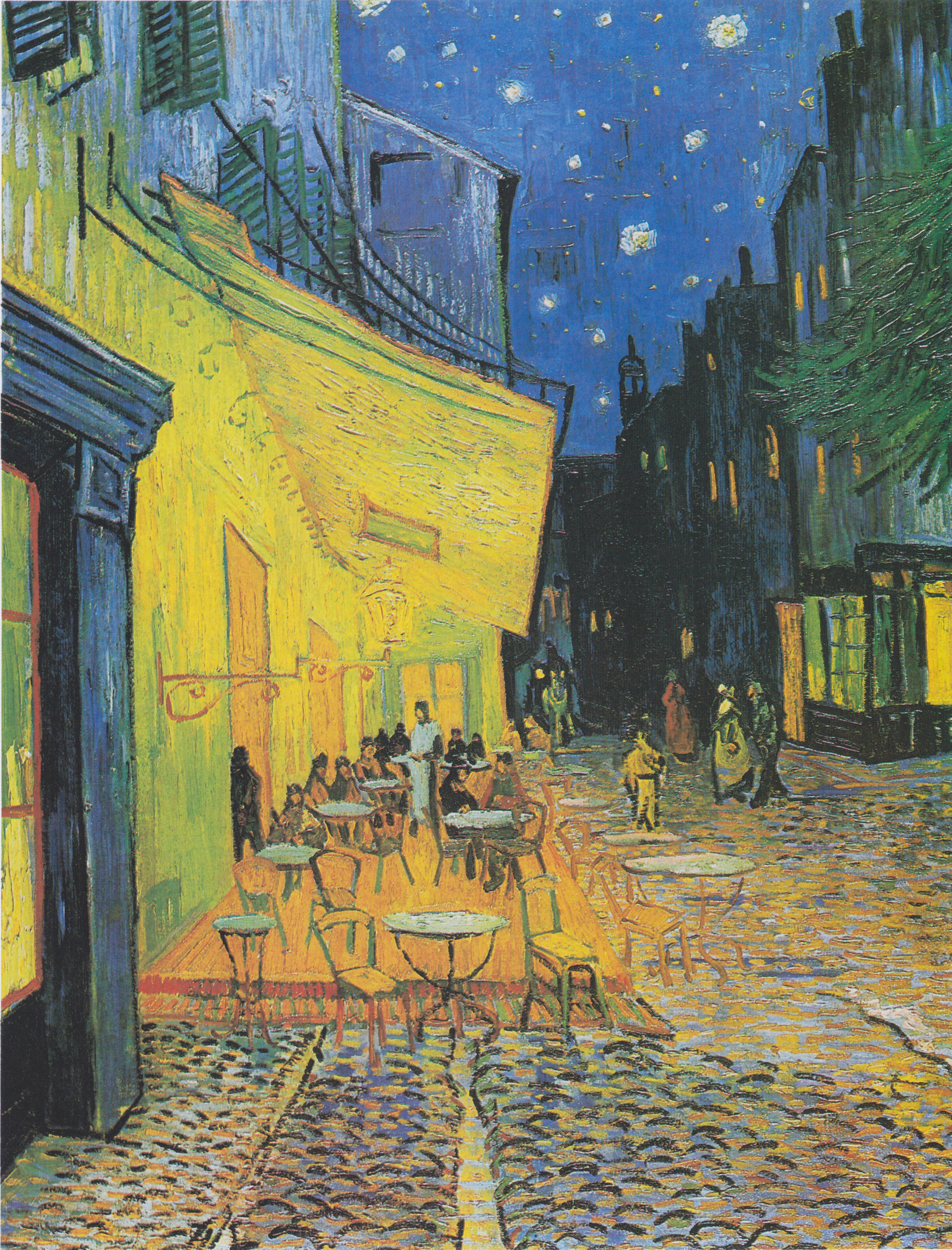
《밤의 카페 테라스》, 1888년
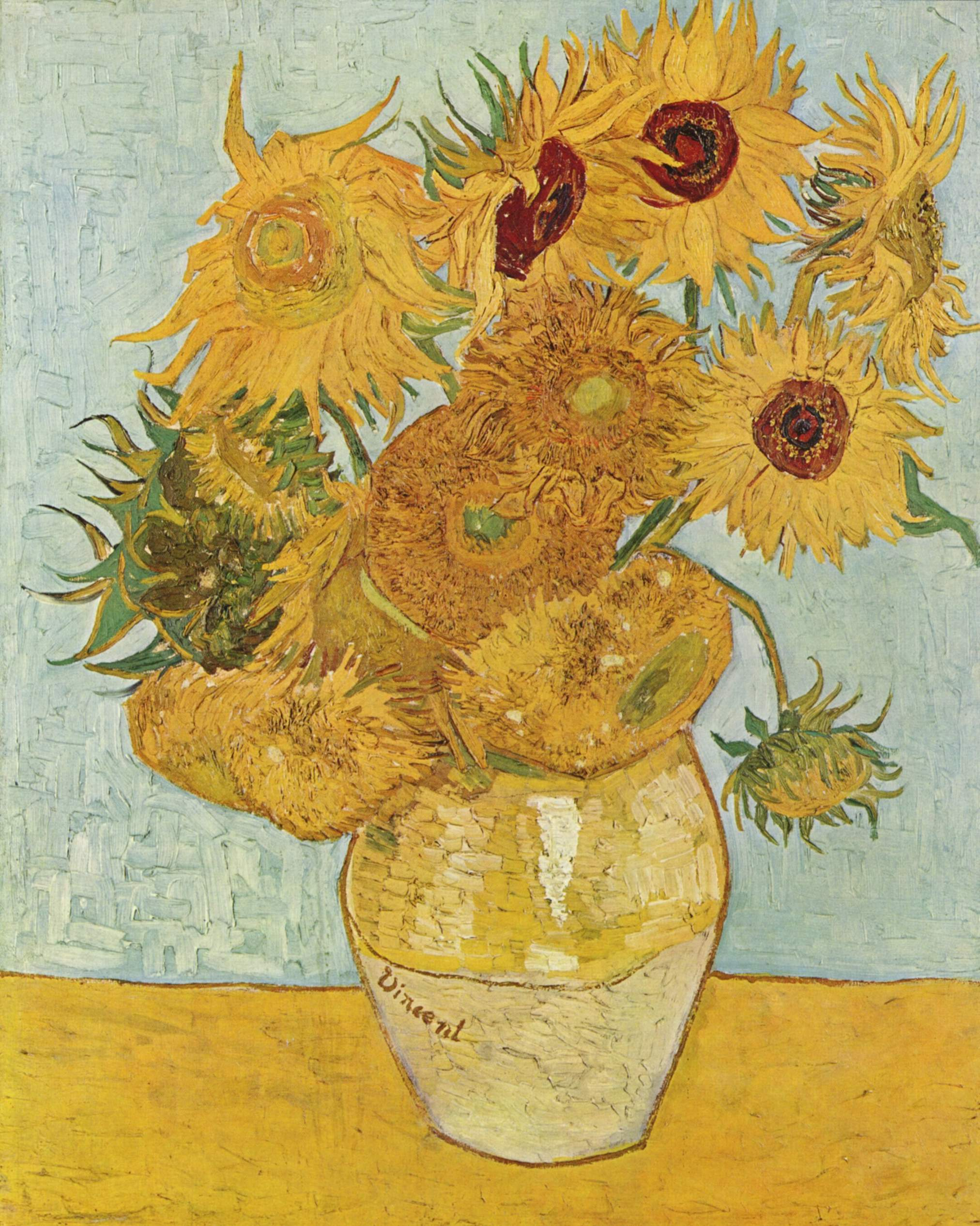
《해바라기》, 1888년
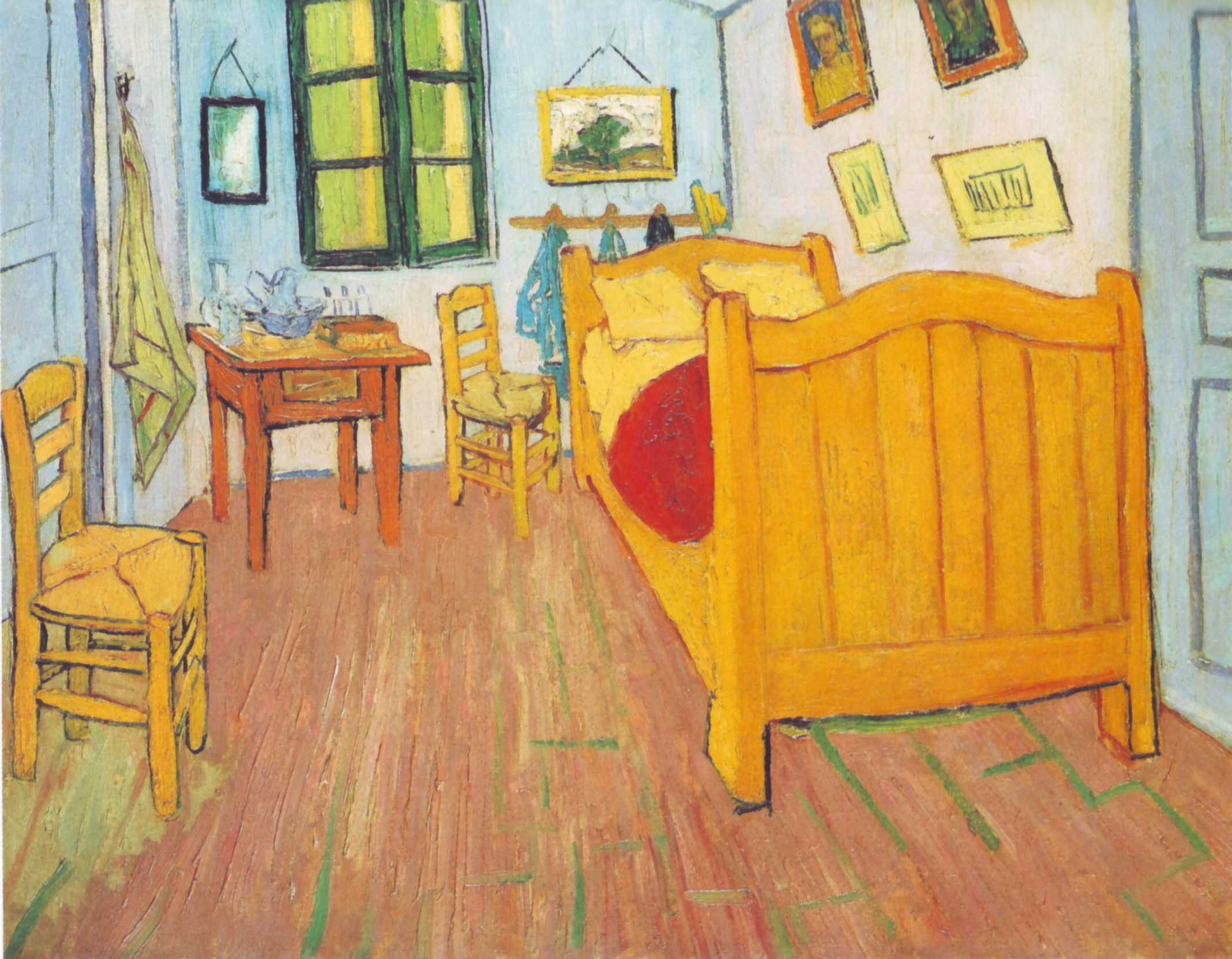
《아를의 침실》, 1888년
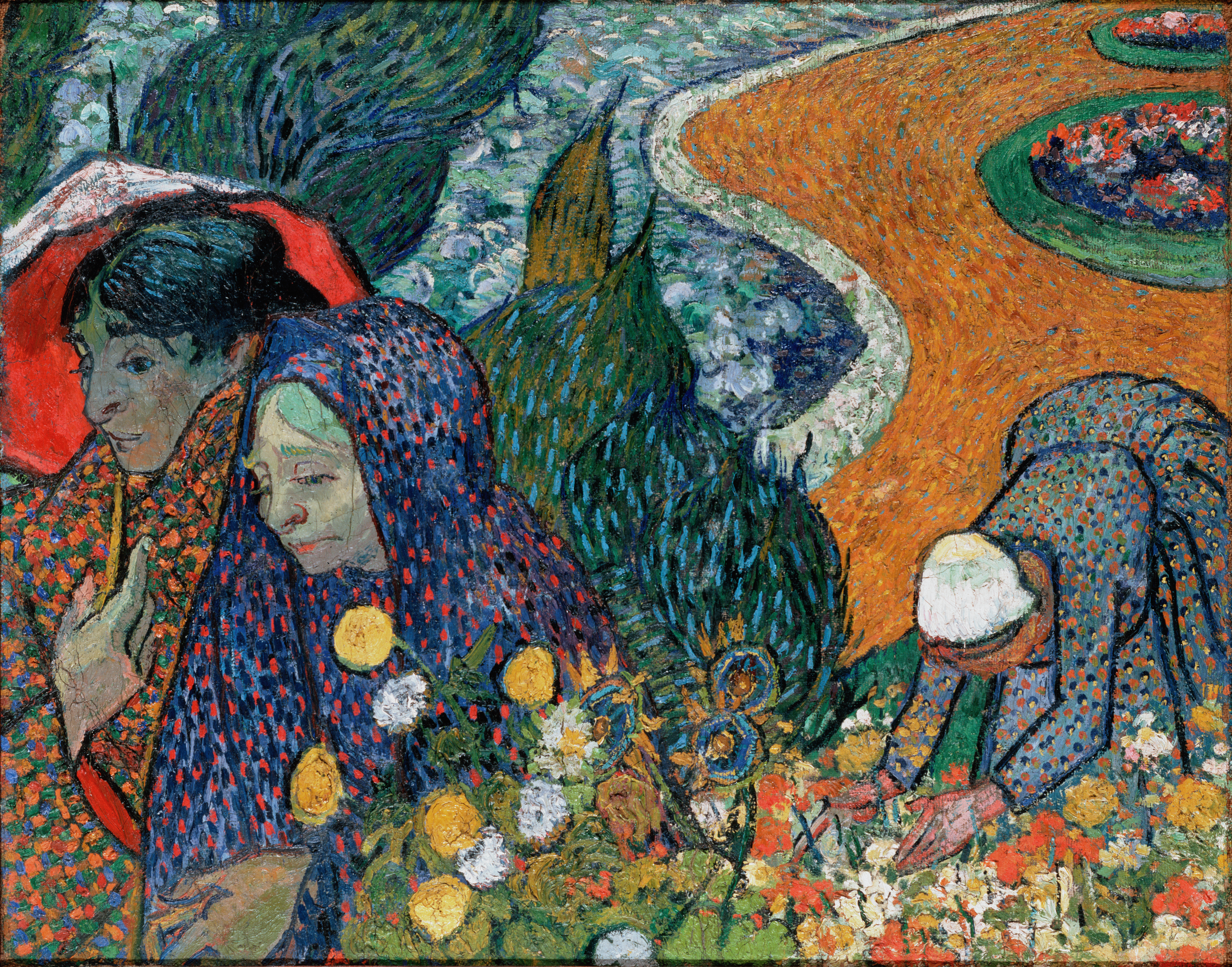
《에텐 정원의 추억》, 1888년
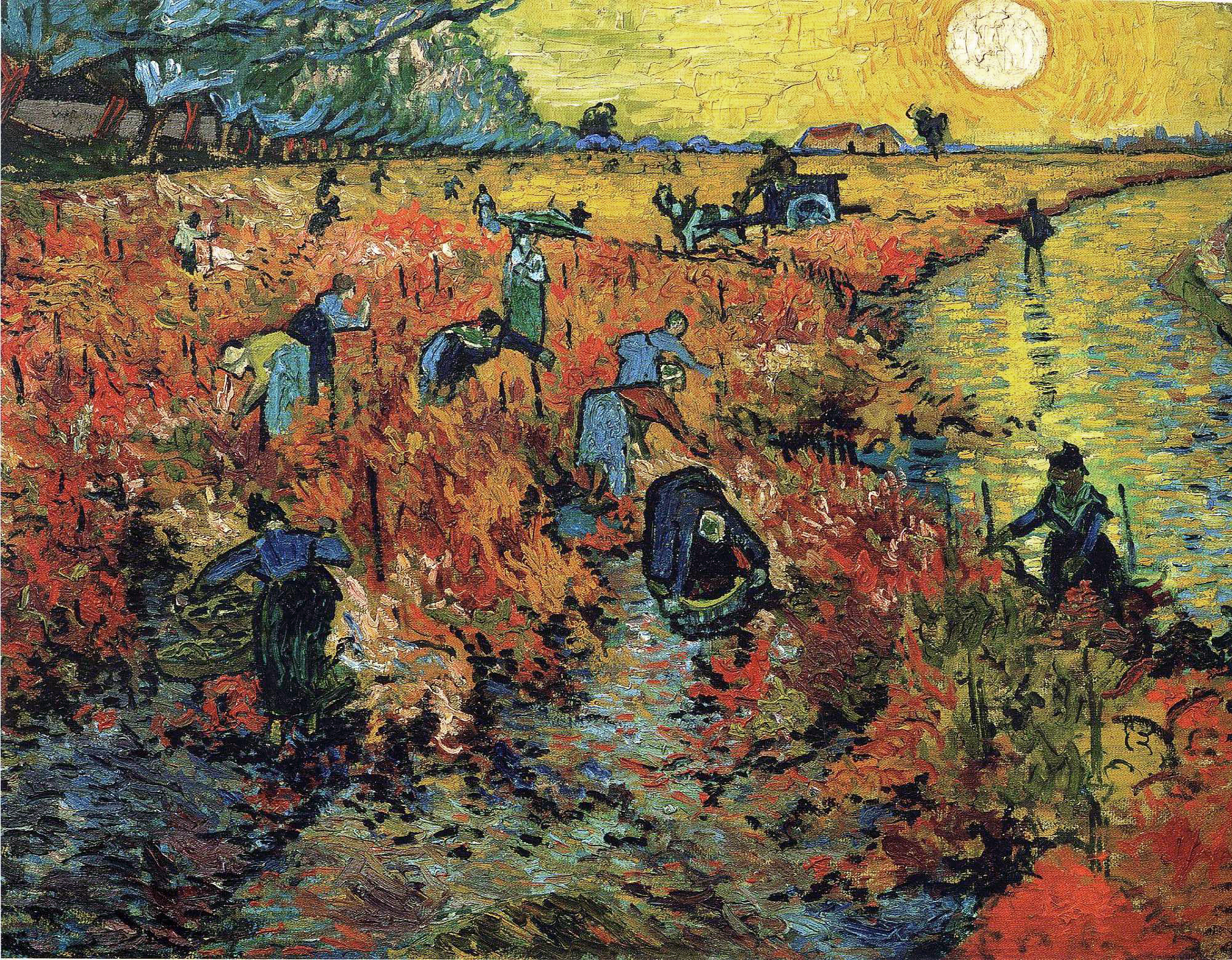
《아를의 붉은 포도밭》, 1888년
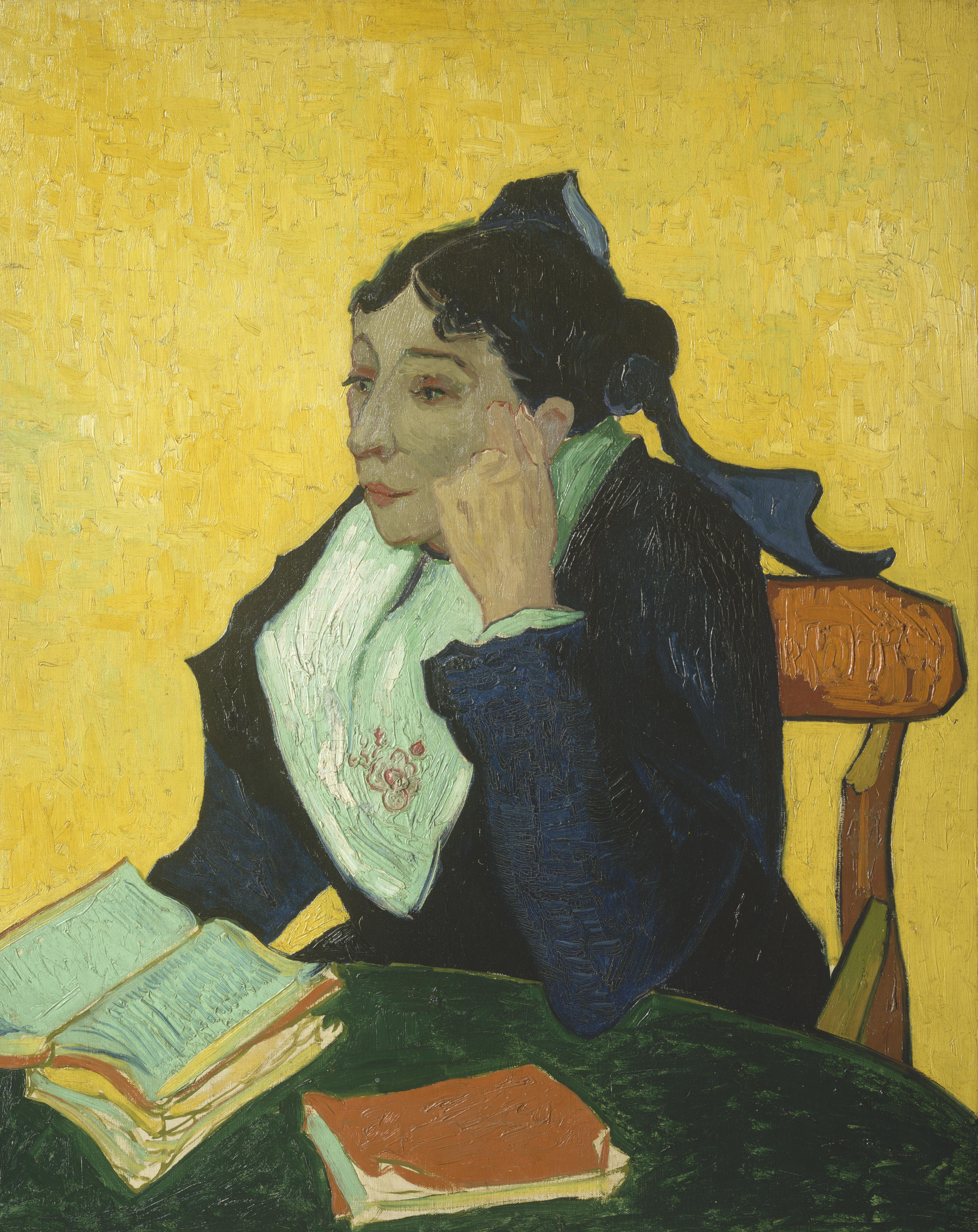
《아를의 여인》, 1888년
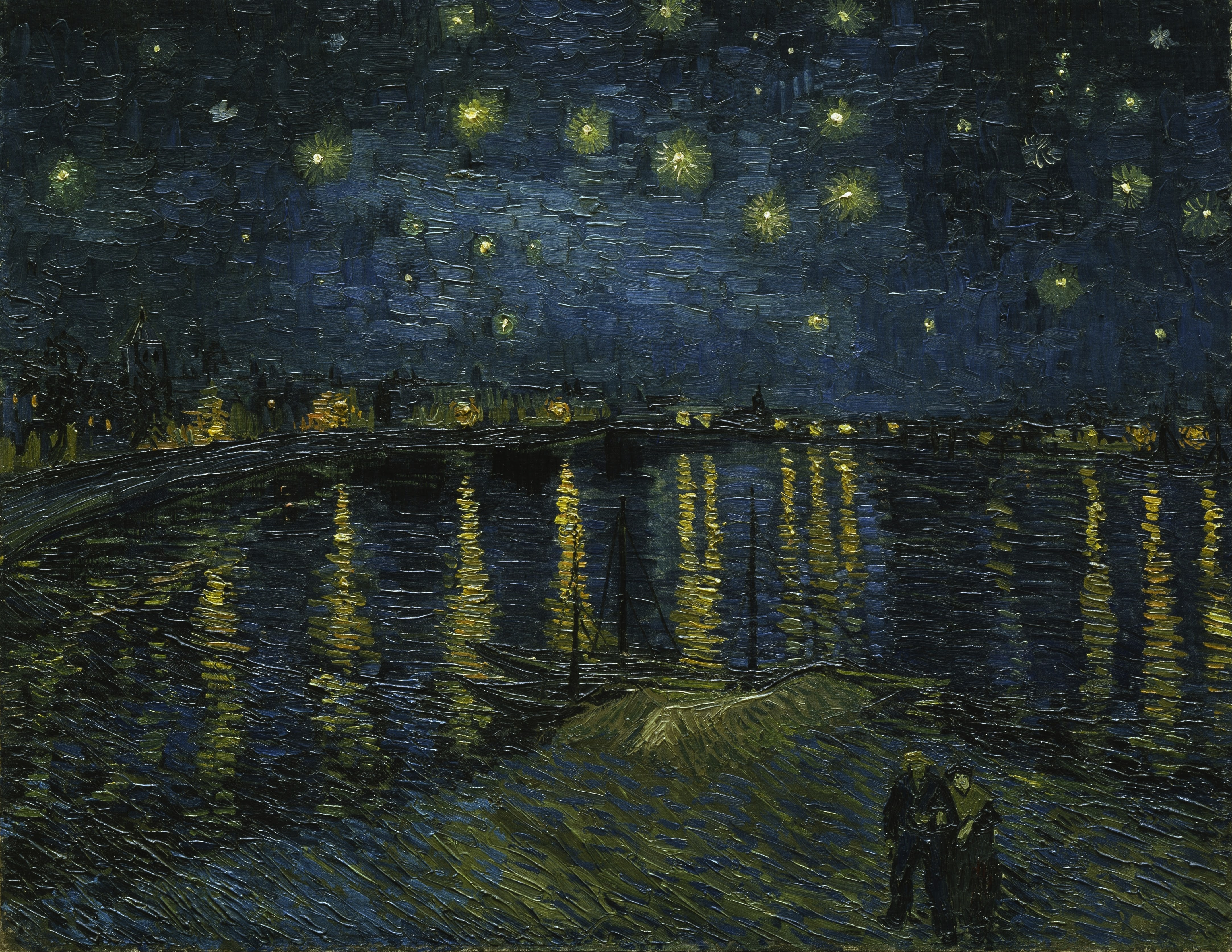
《론강의 별이 빛나는 밤》, 1888년
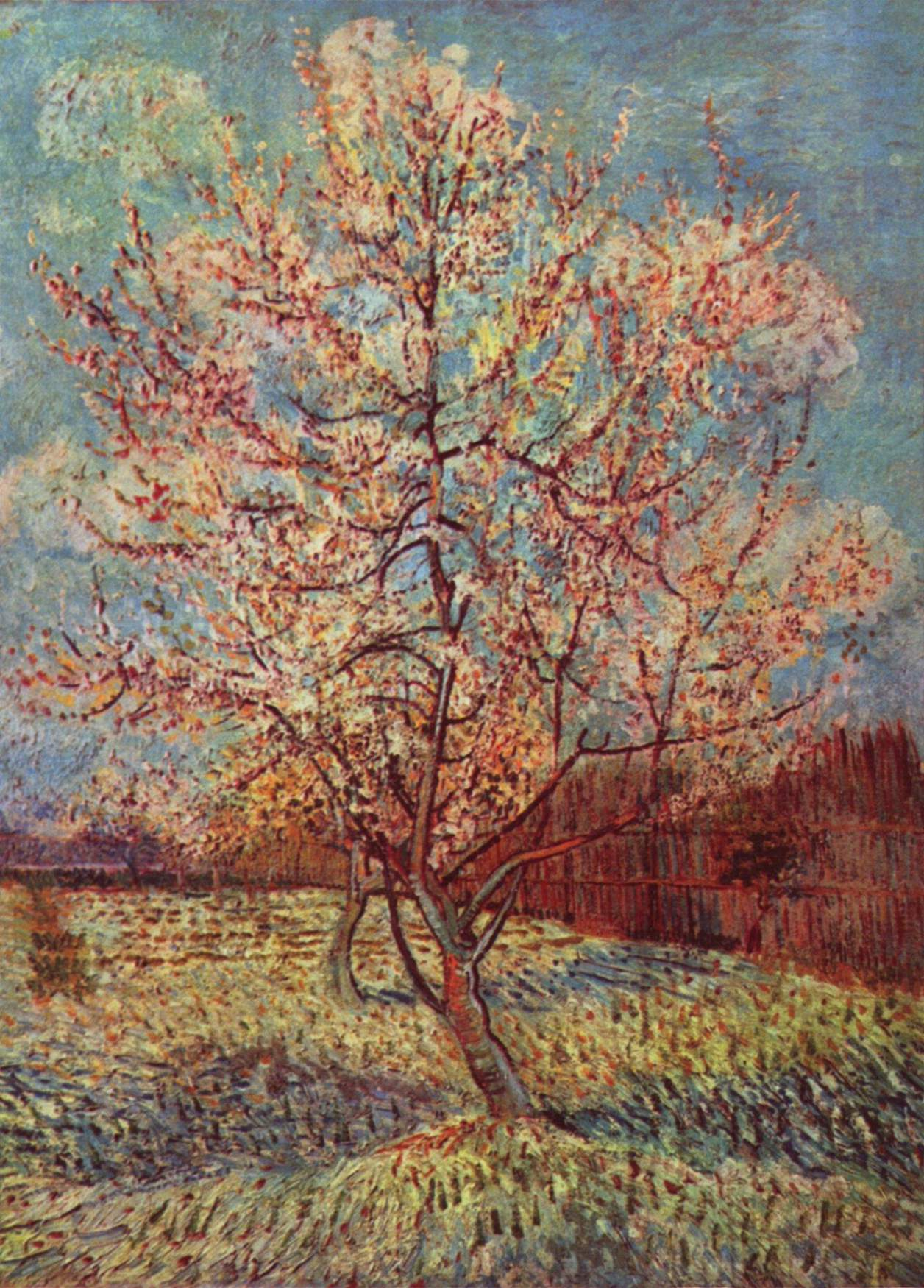
《꽃 핀 복숭아 나무》, 1888년
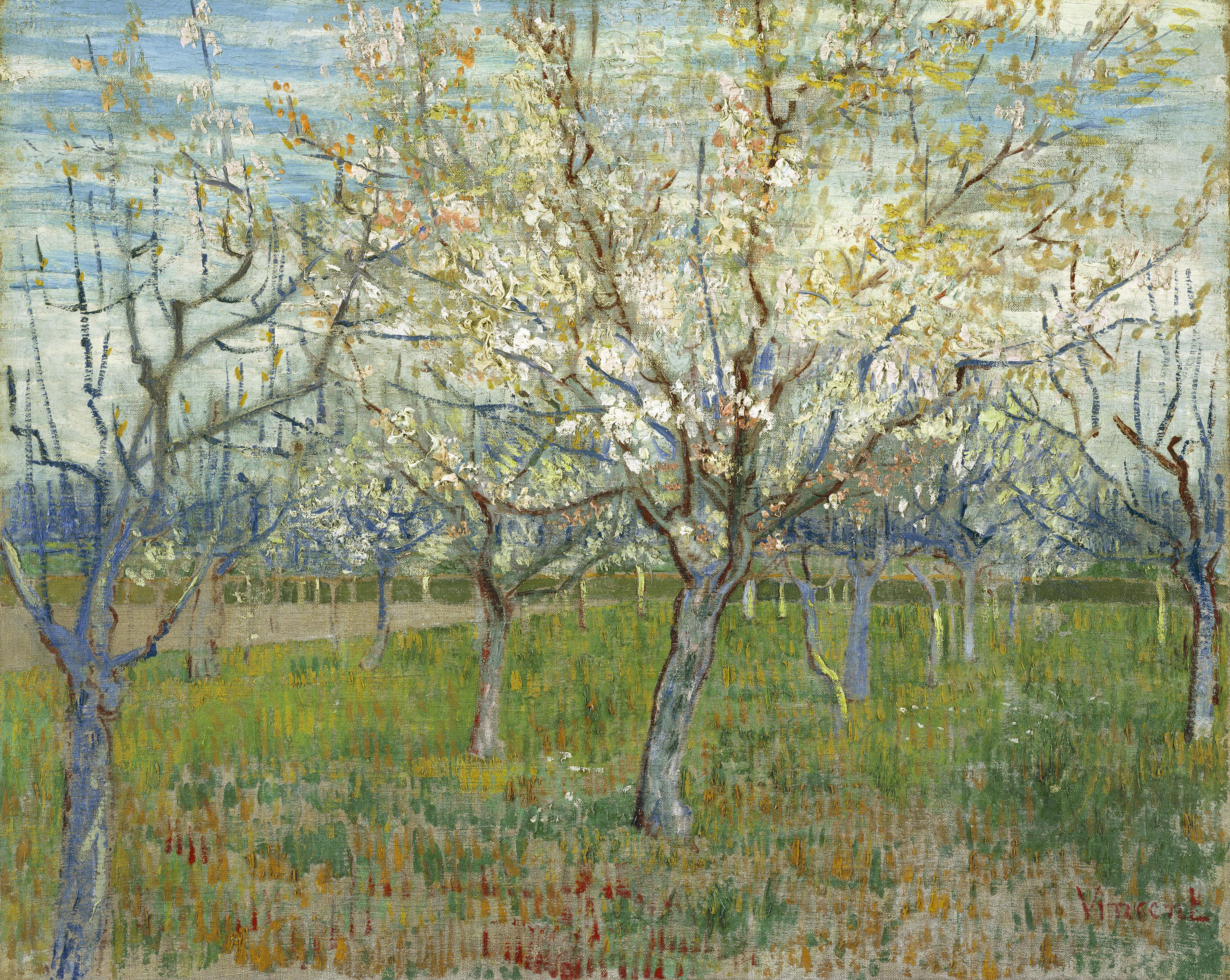
《분홍빛 과수원》, 1888년
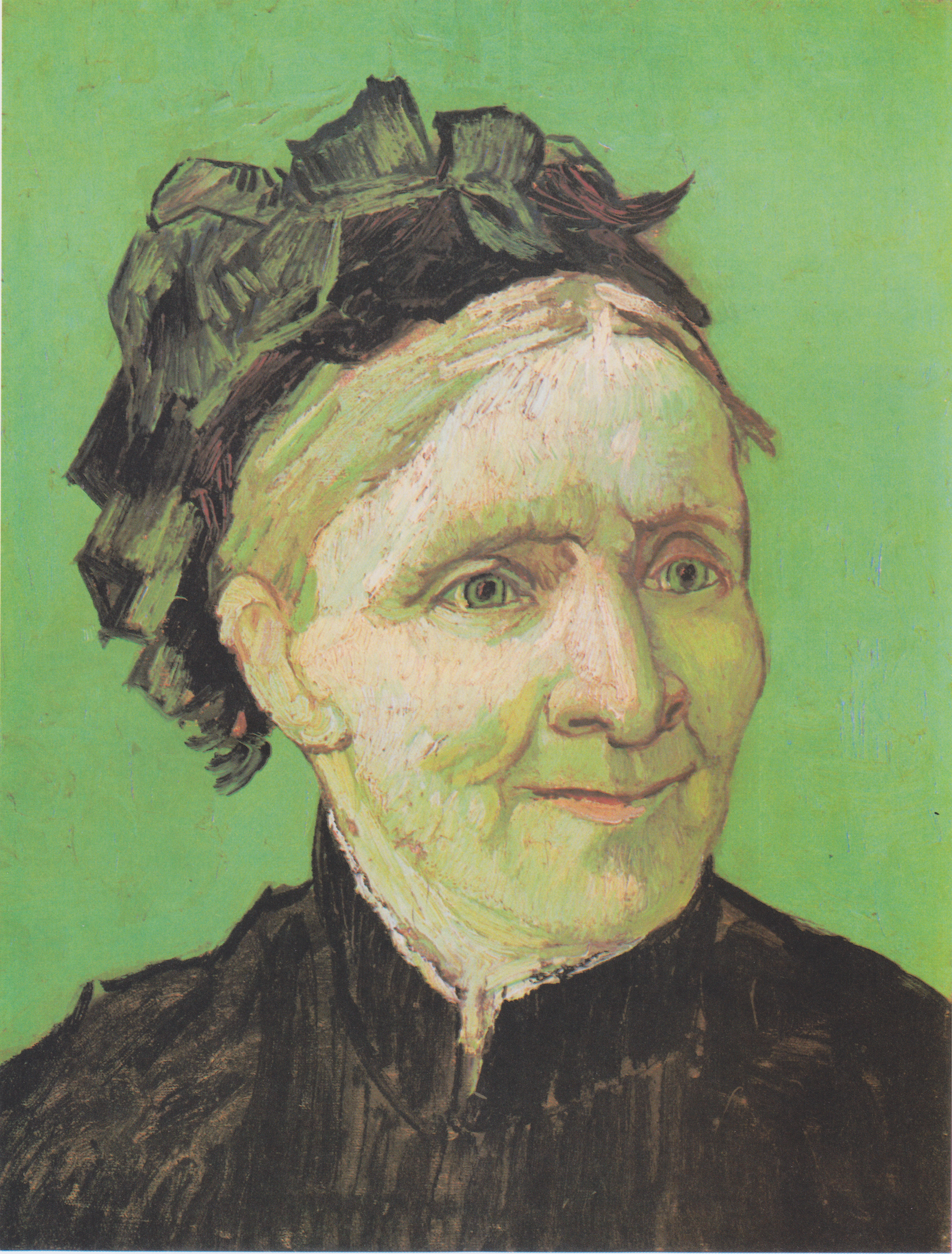
《고흐가 그린 어머니의 초상화》, 1888년
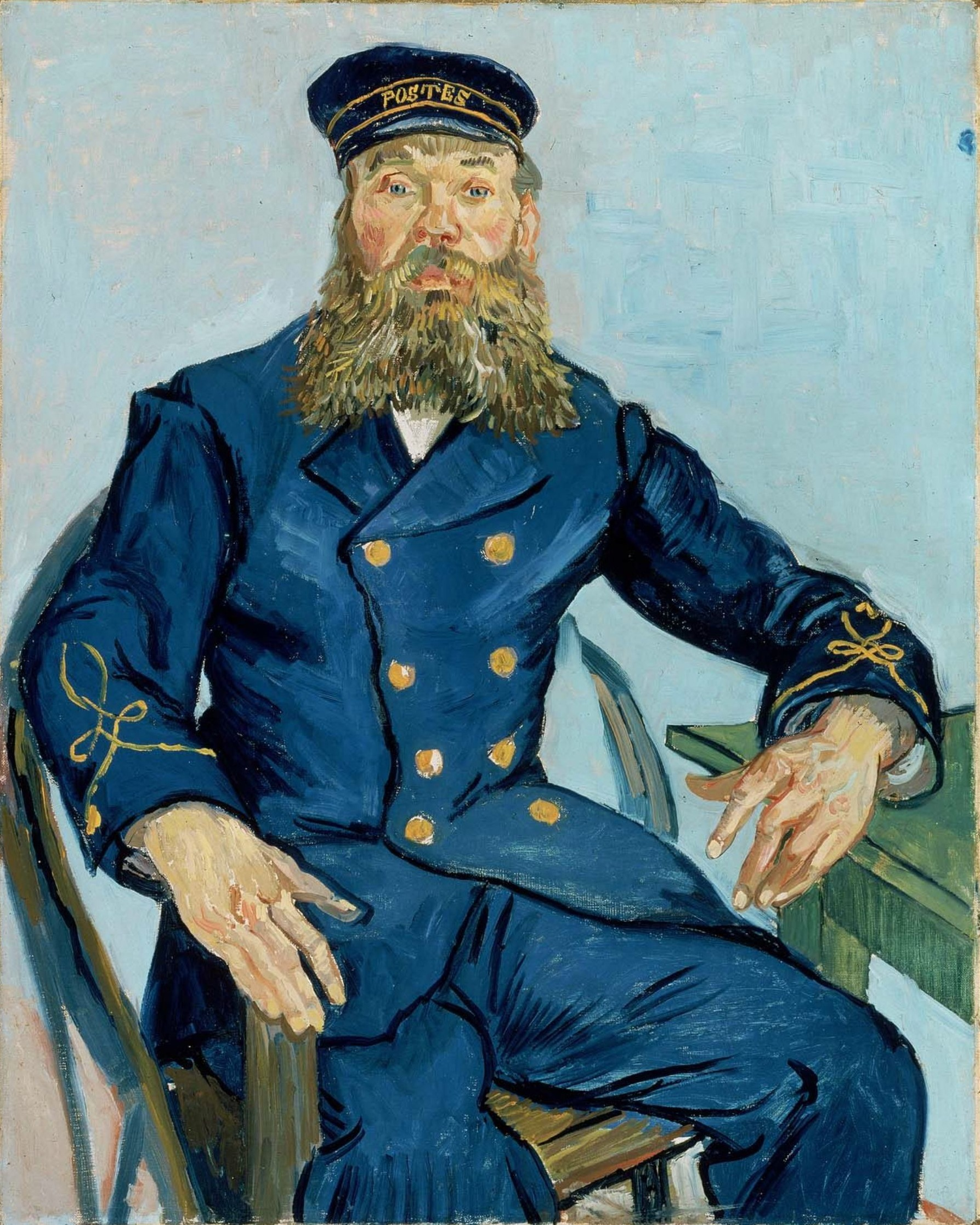
《우체부 룰랭의 초상화》, 1888년
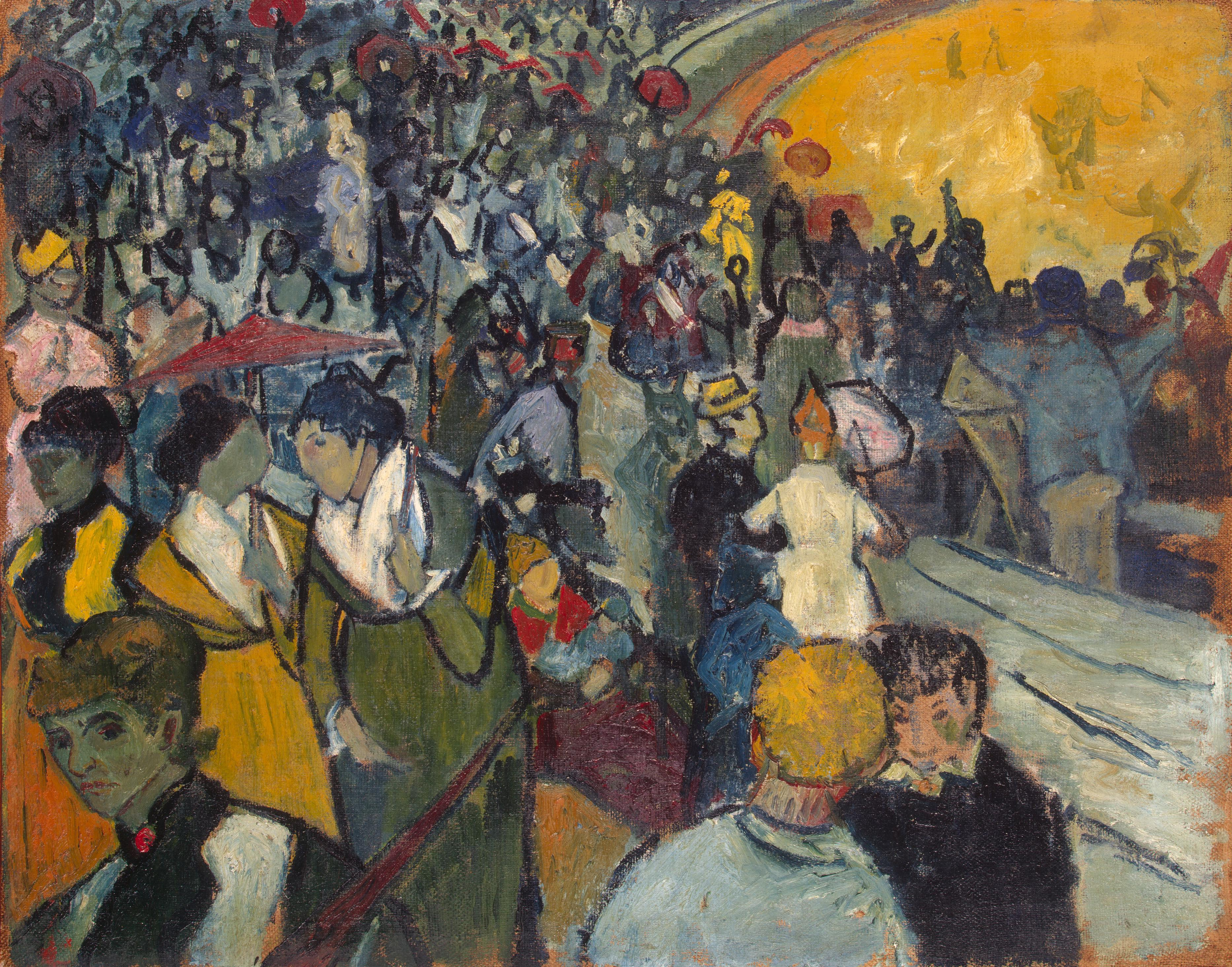
《아를의 원형 경기장》, 1888년
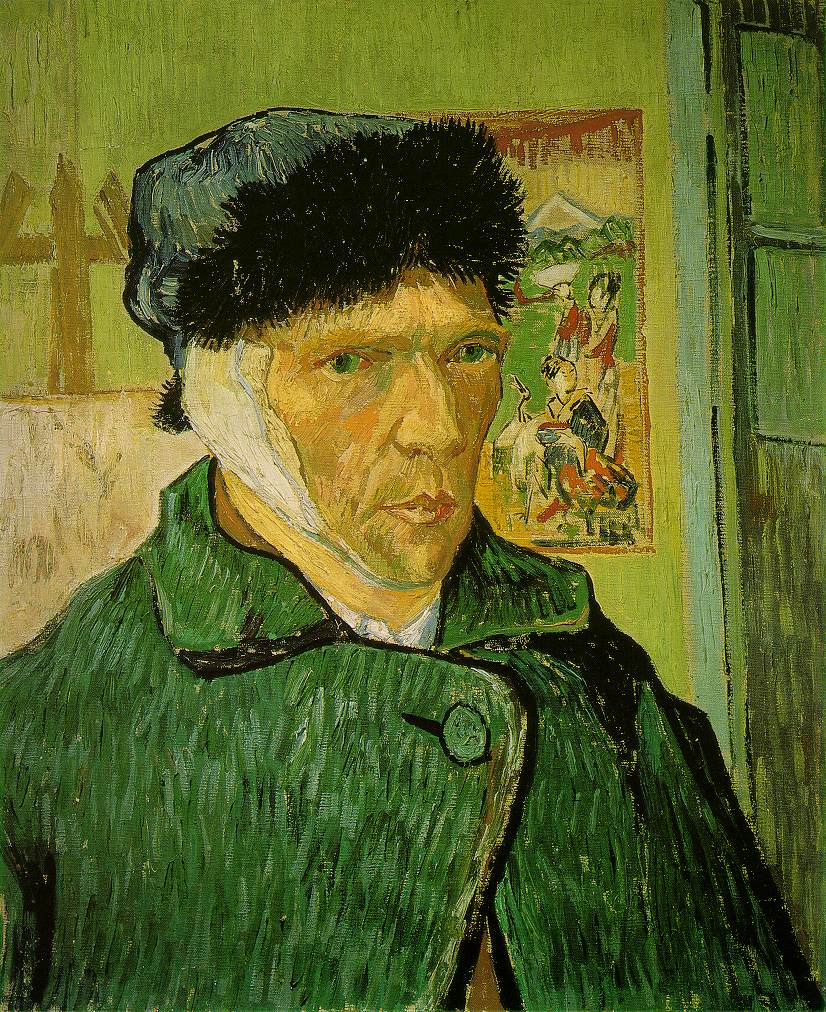
귀를 자르고 나서 그린 자화상, 1889년
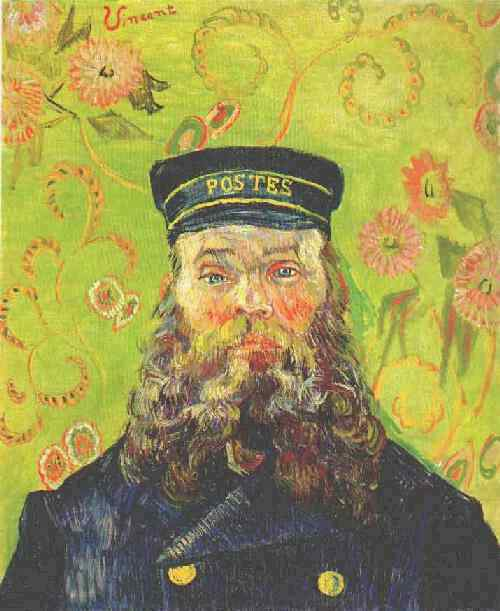
아를에서 사귄 우체부 친구의 초상화, 1889년
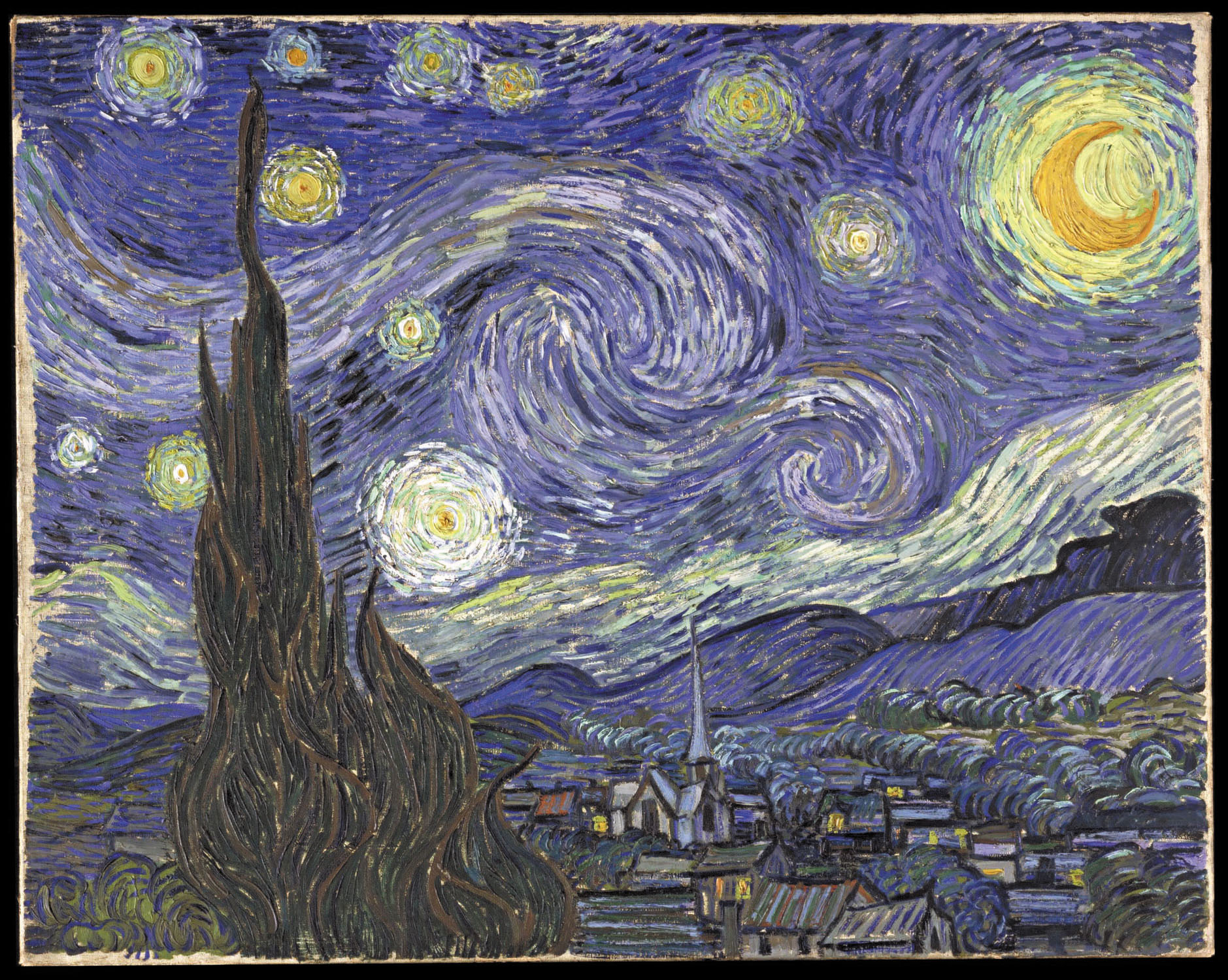
《별이 빛나는 밤》, 1889년
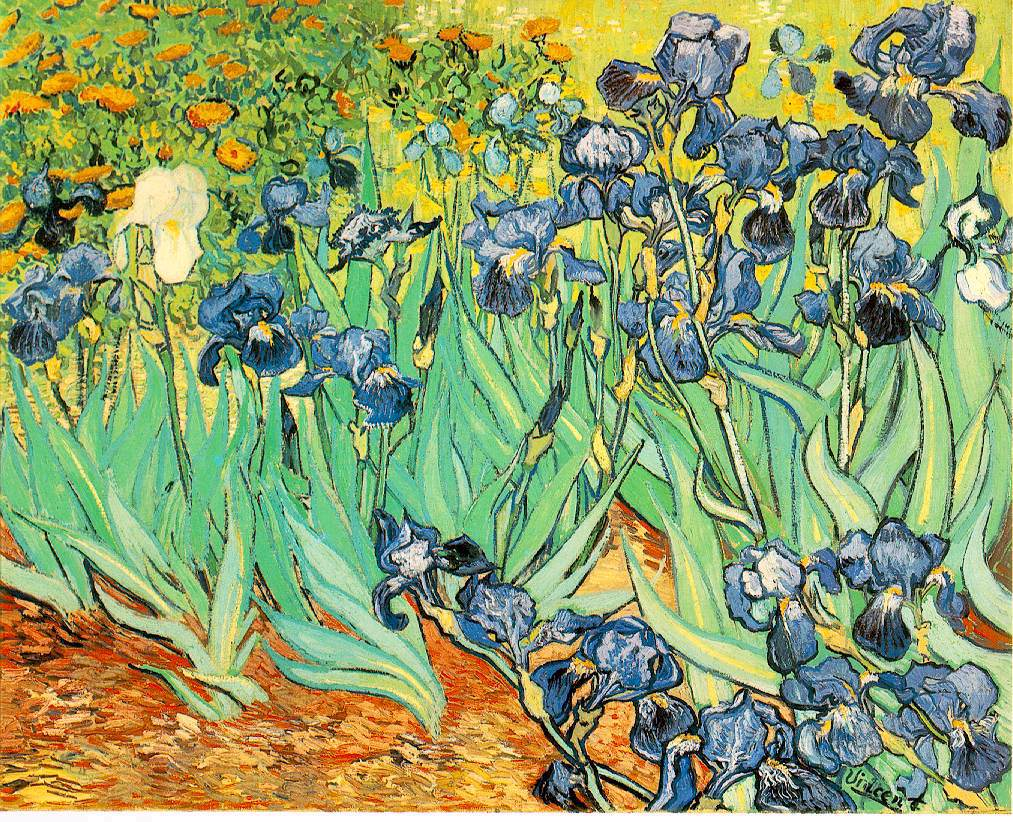
《붓꽃》, 1889년
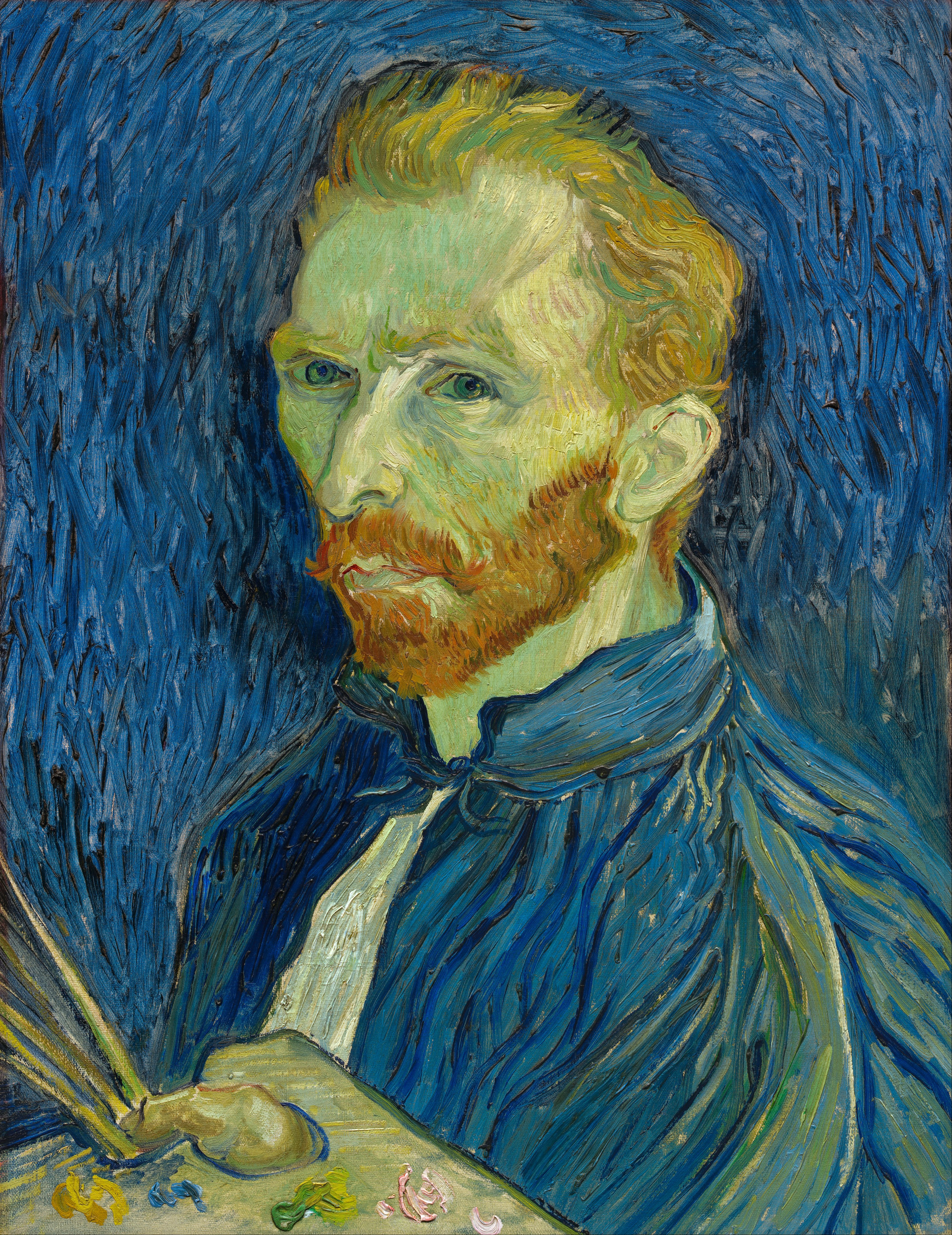
《자화상》, 1889년
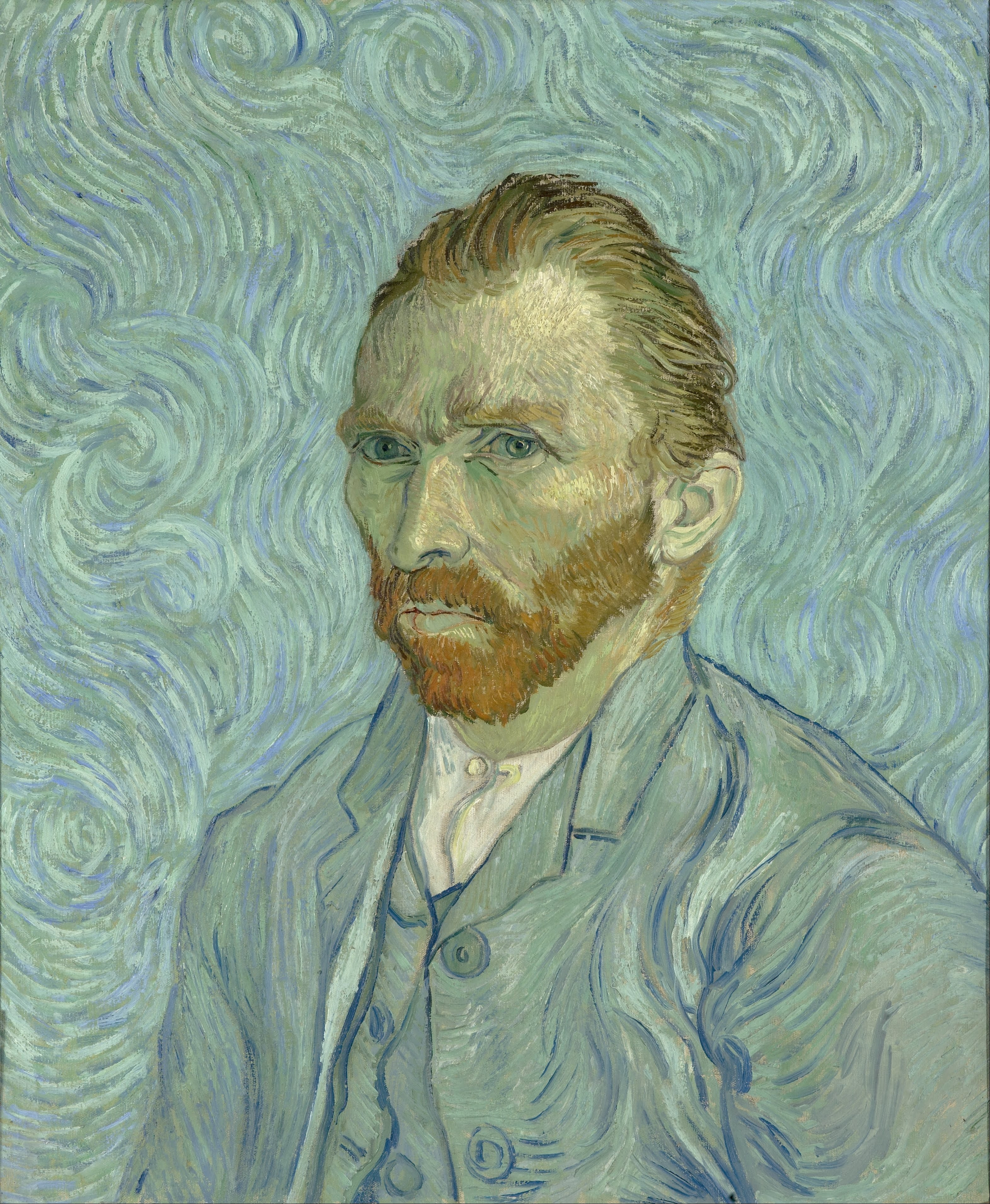
《자화상》, 1889년
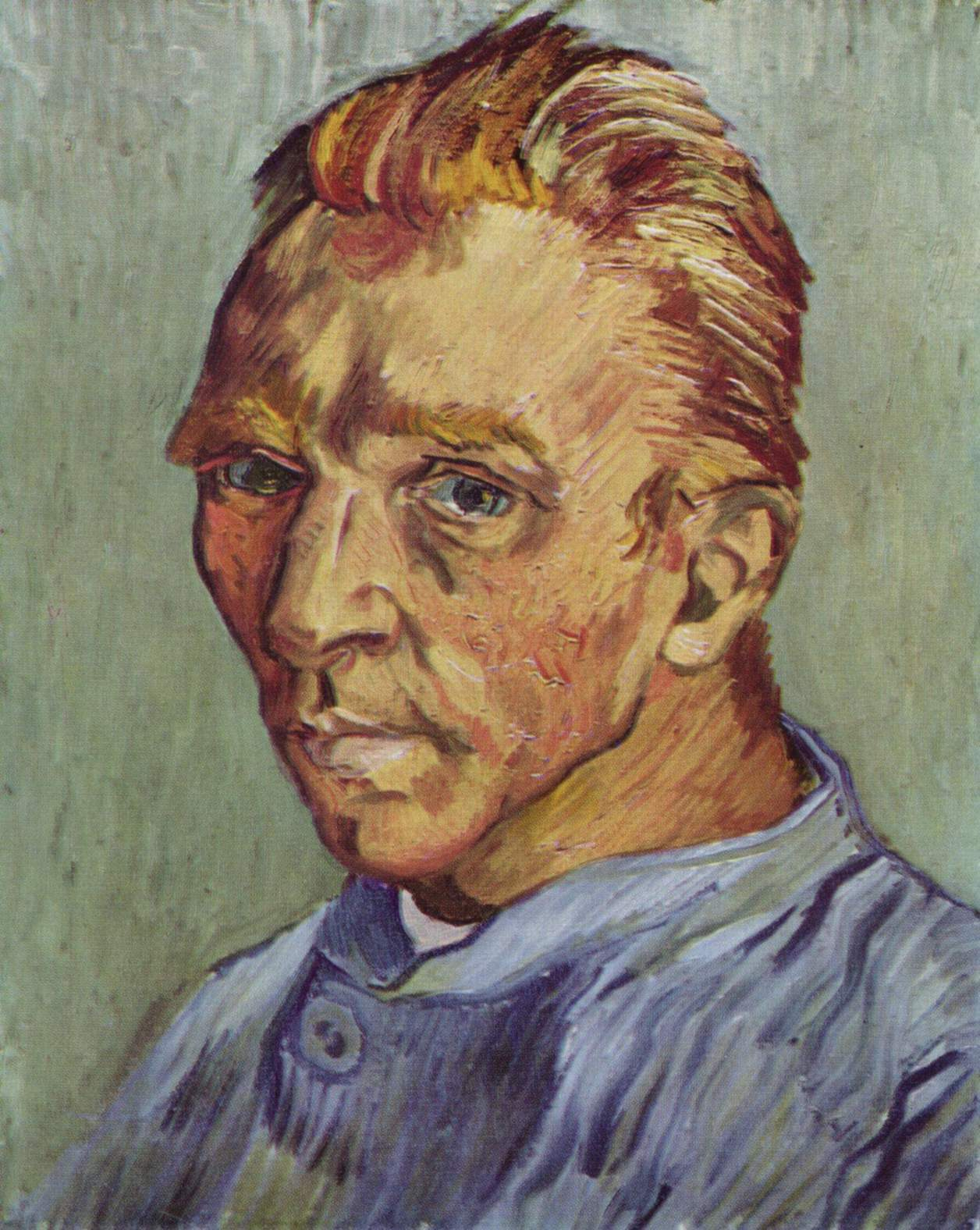
《마지막 자화상》, 1889년
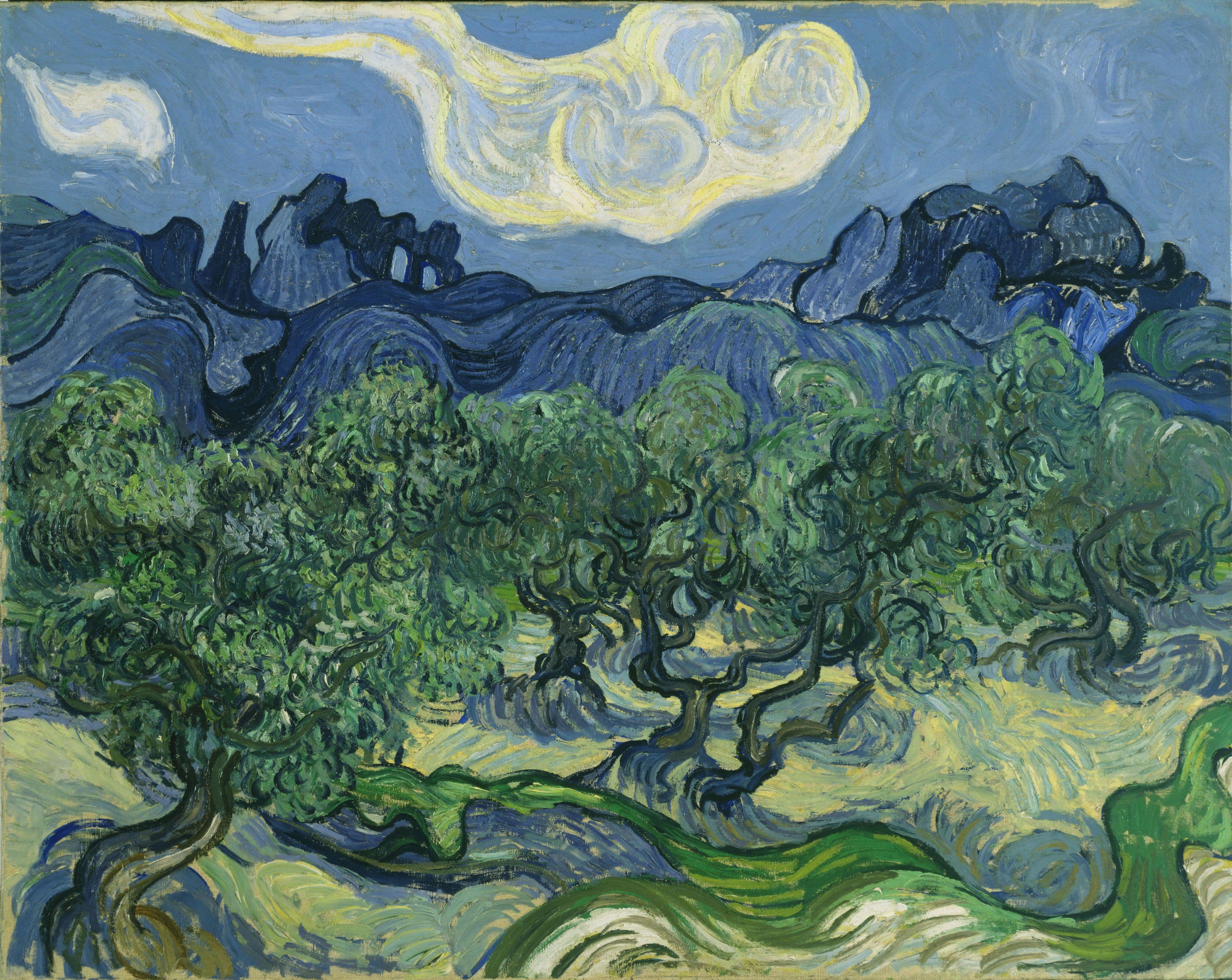
《올리브 나무》, 1889년
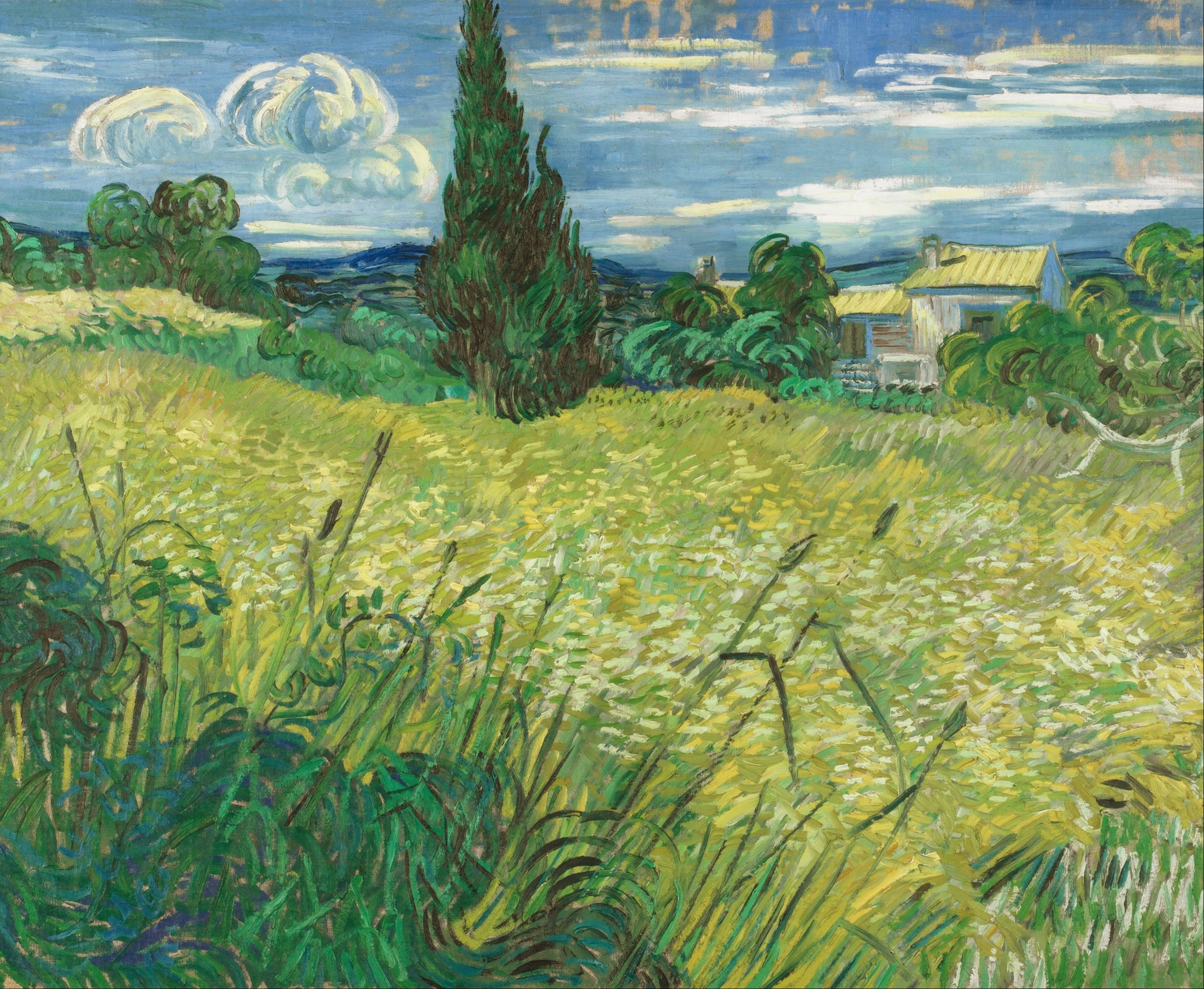
《푸른 밀밭》, 1889년
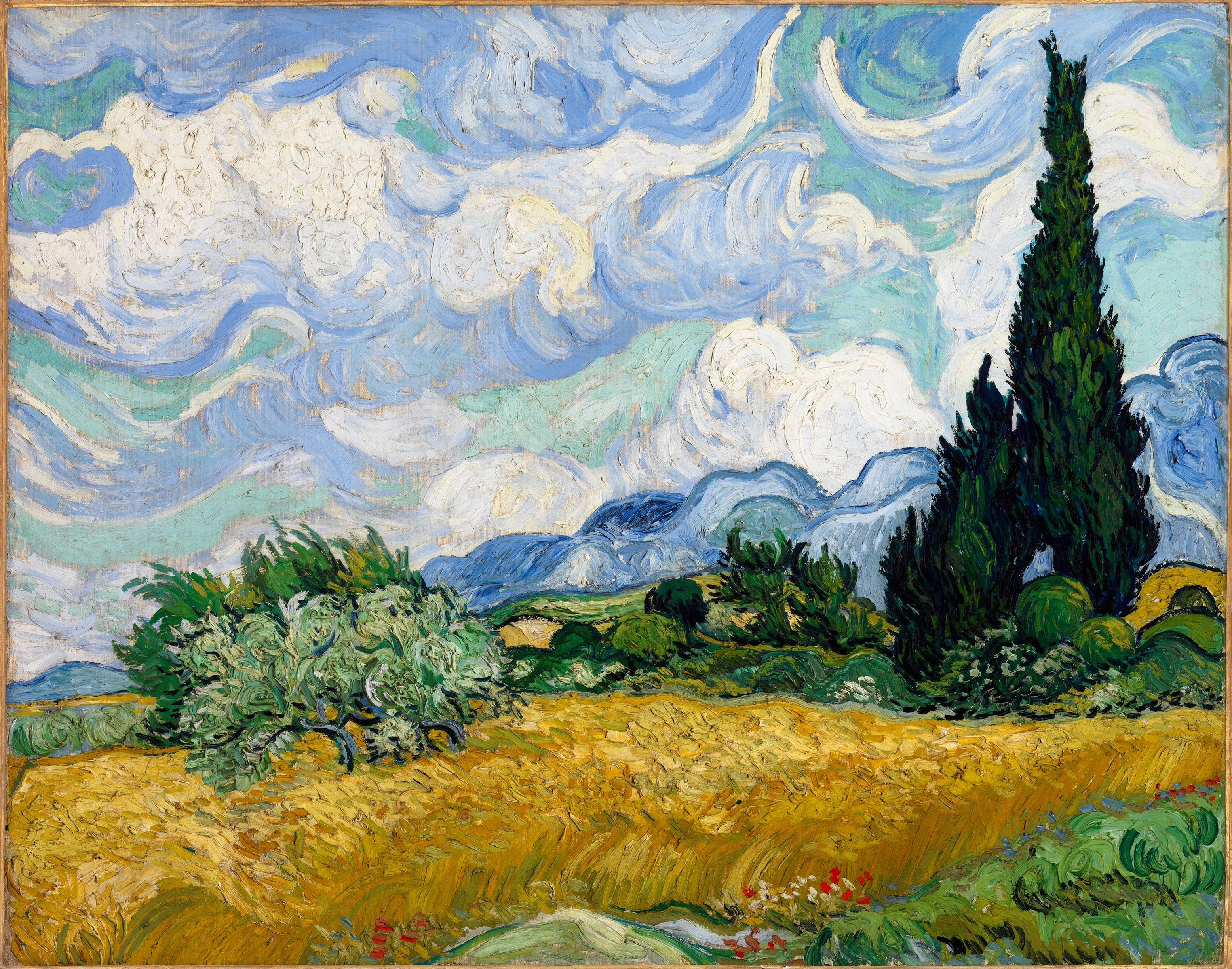
《삼나무가 있는 밀밭》, 1889년
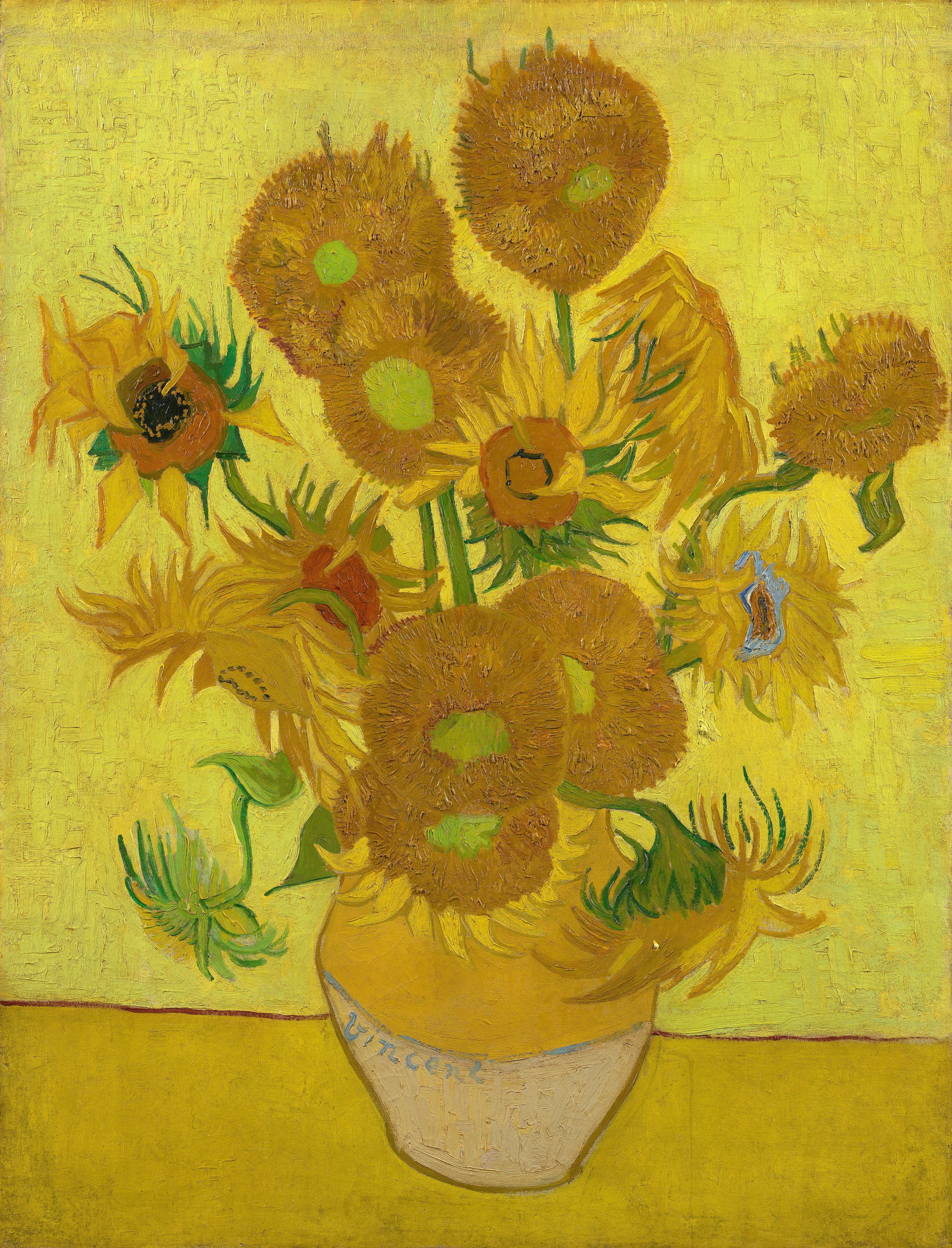
《해바라기》 4번째 버전, 1889년
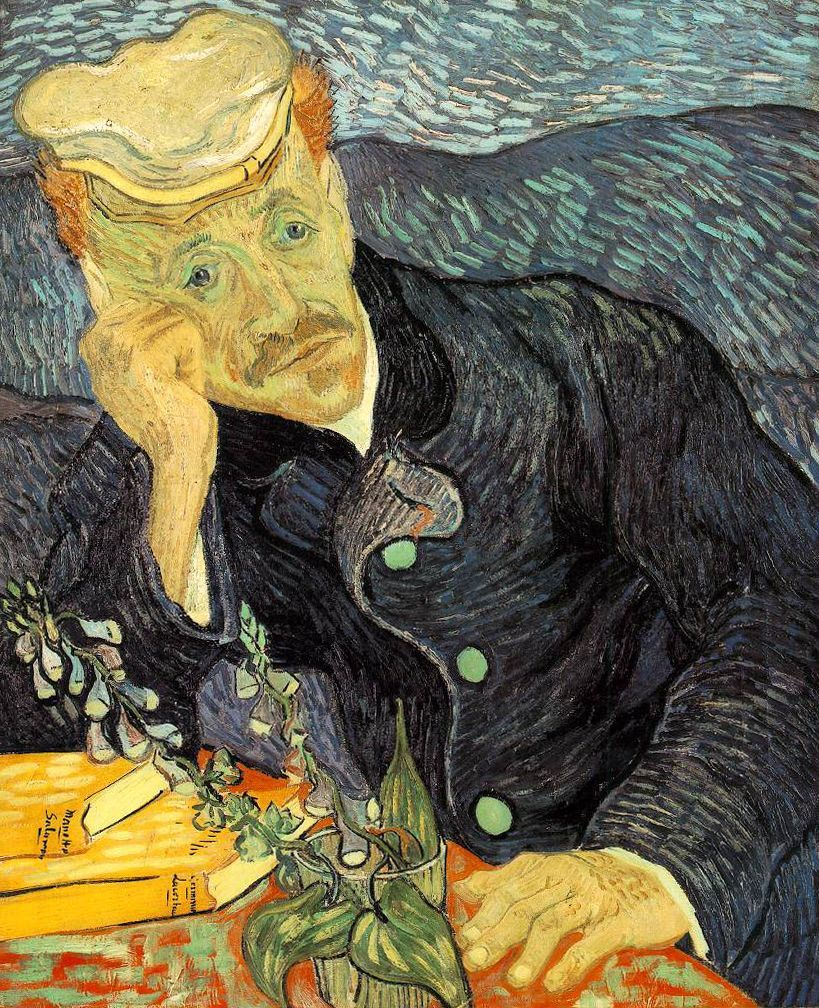
자살하기 얼마 전에 그린 《가셰 박사의 초상》 첫째 판, 1890년
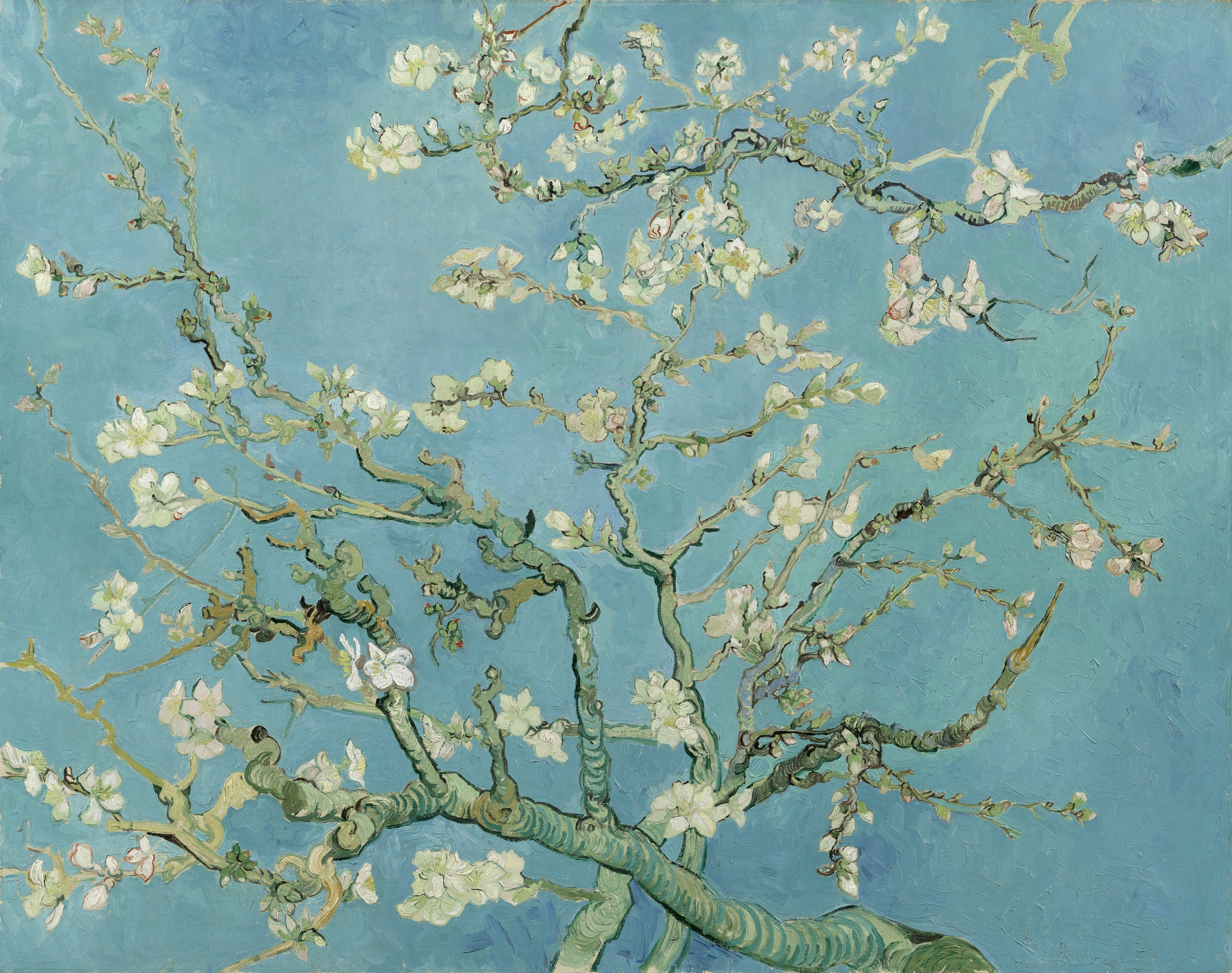
《꽃피는 아몬드 나무》, 1890년
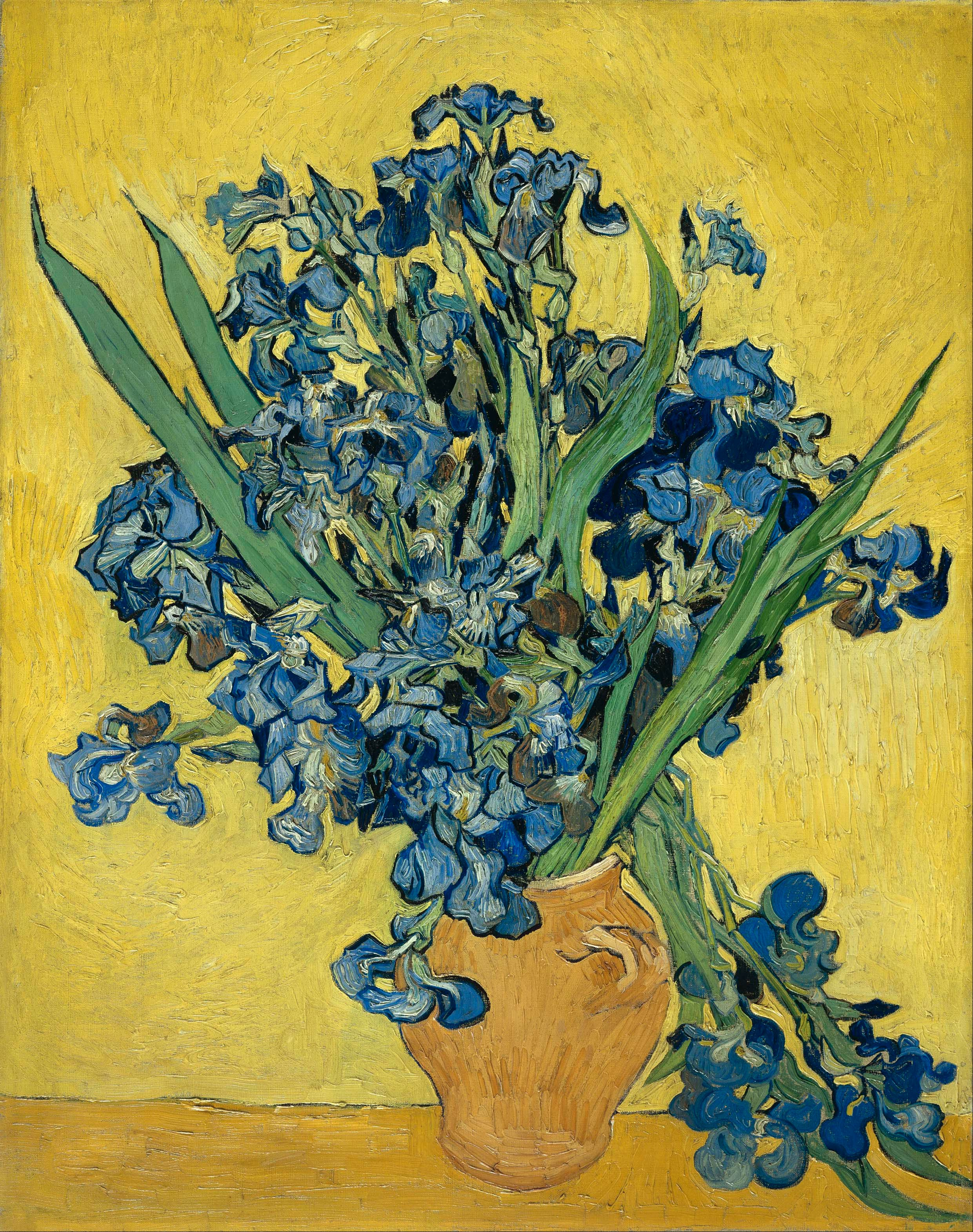
《노란 배경을 한 붓꽃 화병》, 1890년
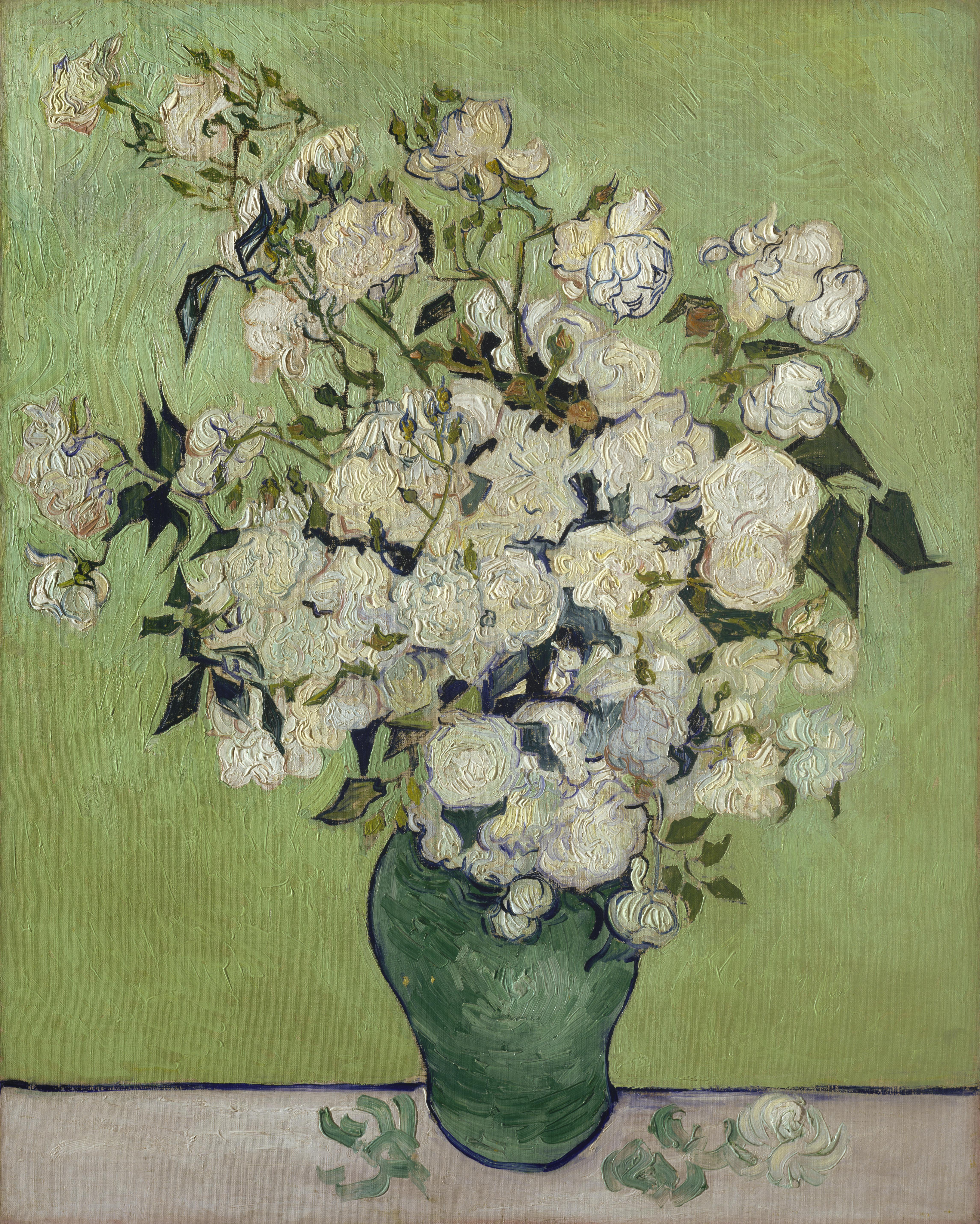
《장미가 든 꽃병》, 1890년
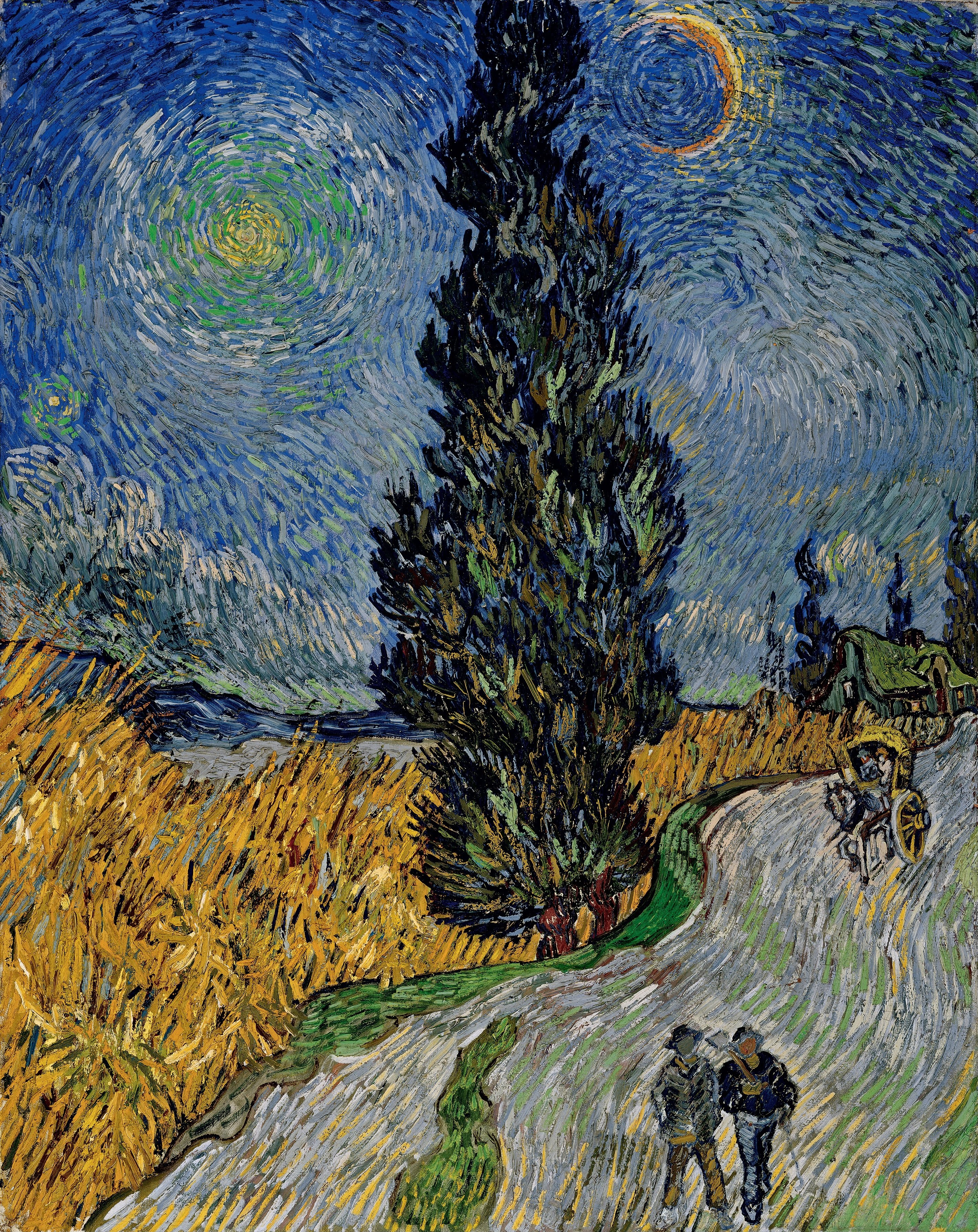
《별이 빛나는 밤의 사이프러스》, 1890년
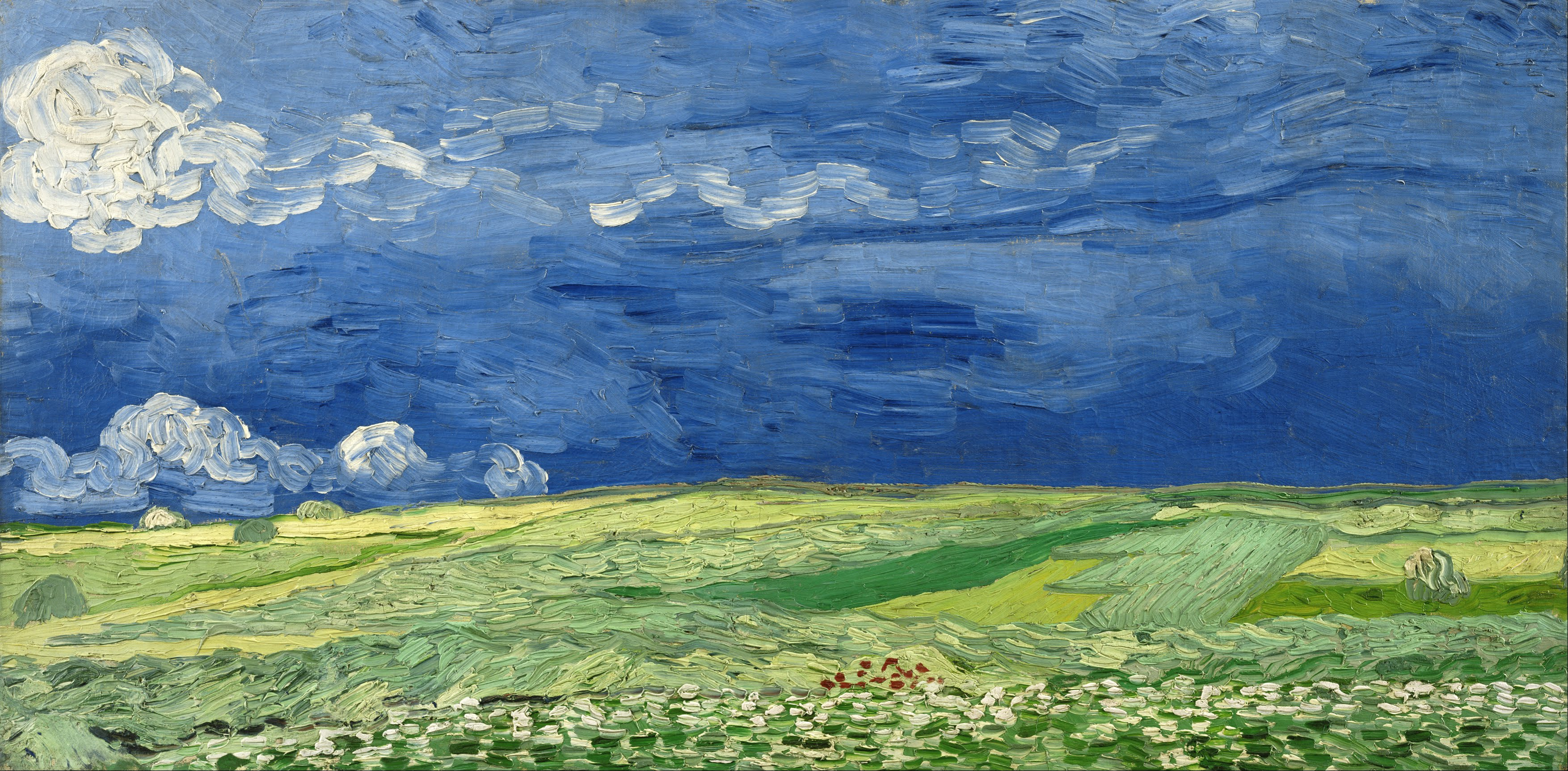
《뇌운 아래의 밀밭》, 1890년
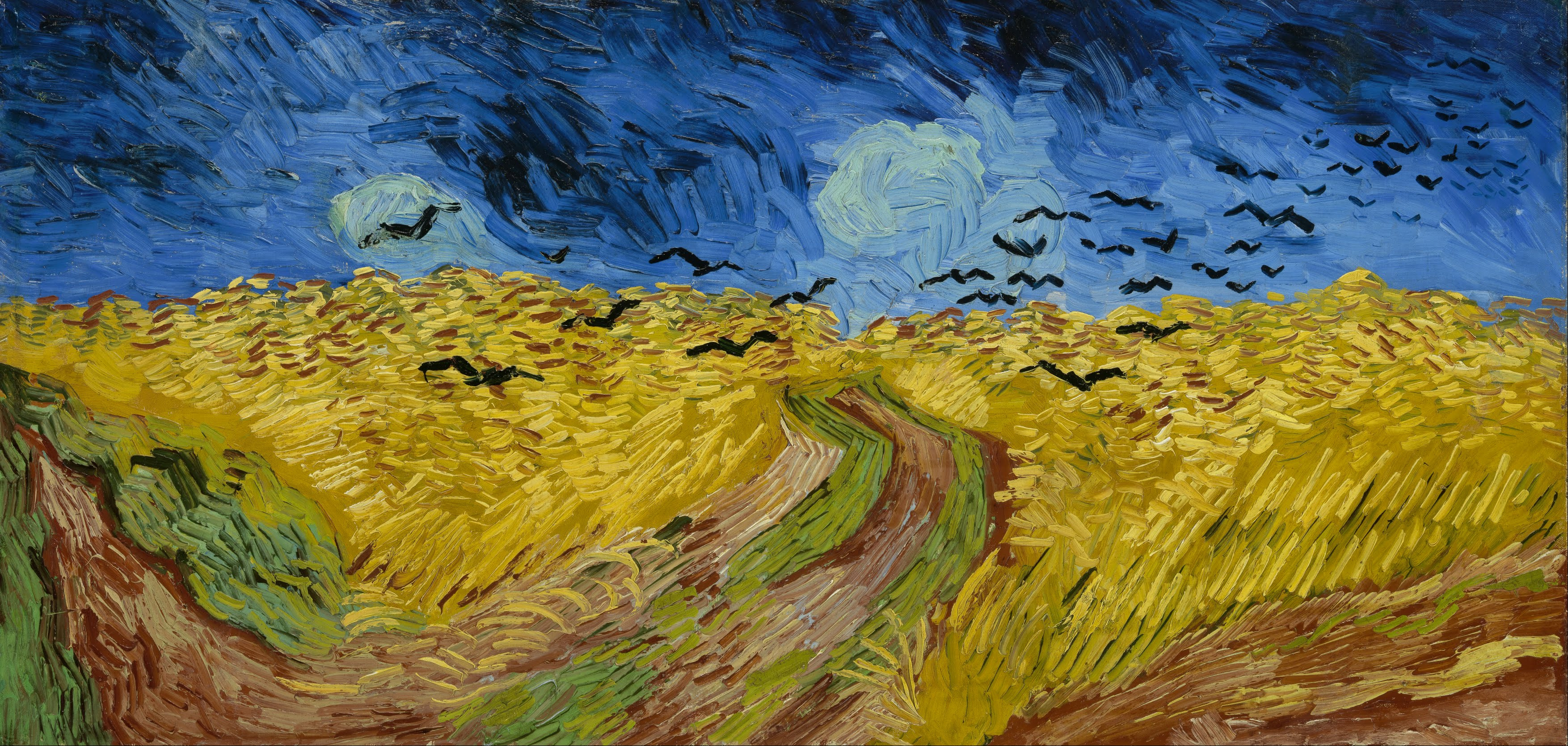
《까마귀가 나는 밀밭》, 1890

## 같이 보기
- 푸른밀밭
- 정오의 휴식
- 아를

## 주해
1. ↑  It has been suggested that being given the same name as his dead elder brother might have had a deep psychological impact on the young artist, and that elements of his art, such as the portrayal of pairs of male figures, can be traced back to this.[3]
2. ↑  "At Christmas I had a rather violent argument with Pa, and feelings ran so high that Pa said it would be better if I left home. Well, it was said so decidedly that I actually left the same day."
3. ↑  그러나 이에 대한 근거는 당시 고흐를 진료한 의사의 손자의 증언에 불과하다.[84][85]

## 참고 문헌
- 《반 고흐와 고갱의 유토피아 》(이택광, 2014년 1월 아트북스)
- 《빈센트의 구두》(박정자, 2005년 6월 기파랑)
- 《빈센트 반 고흐, 내 영혼의 자서전》(민길호 지음, 학고재)